# Poitou-Charentes
1956–2015
Entités suivantes :
- Nouvelle-Aquitaine

Poitou-Charentes est une ancienne région administrative de la France métropolitaine. Elle regroupait quatre départements : la Charente (16), la Charente-Maritime (17), les Deux-Sèvres (79) et la Vienne (86), issus des anciennes provinces d'Angoumois, d'Aunis, d'une partie du Poitou (Haut-Poitou et l'est du Bas-Poitou) et de Saintonge.
Elle avait pour chef-lieu Poitiers, la plus grande ville et unité urbaine de la région. Ses autres villes importantes étaient La Rochelle, Niort, Angoulême, Châtellerault, Saintes, Rochefort et Royan.
Elle regroupait une population de 1 789 779 habitants en 2013, appelés les Picto-Charentais et Picto-Charentaises (du nom du peuple gaulois des Pictons), population répartie sur 25 809 km2, soit une densité moyenne de 69 hab/km2. Il y avait cependant d'importantes disparités entre des territoires agricoles marqués par une certaine déprise démographique, des régions littorales en croissance constante (Aunis, îles de Ré et d'Oléron, Côte de Beauté) et des agglomérations souvent densément peuplées.
Cette région marquée par la ruralité était réputée pour ses vignobles (cognac, pineau des Charentes, mais aussi vins du Haut-Poitou), ses produits maraîchers (melons, dont elle était la première région productrice au niveau national) et ses productions laitières (fromages de chèvre et de vache, beurre Charentes-Poitou). Le tourisme, notamment balnéaire, constituait un pan important de l'économie locale, de même que les services. La région comptait deux universités (Poitiers et La Rochelle), quatre pôles universitaires décentralisés (Angoulême, Niort, Royan et Châtellerault), deux écoles supérieures de commerce, sept écoles d'ingénieur et plusieurs pôles de recherche et de transfert de technologie.
La région Poitou-Charentes était délimitée par le Centre et les Pays de la Loire au nord, le Limousin à l'est et l'Aquitaine au sud. Sa bordure occidentale s'ouvrait sur l'océan Atlantique et sur l'estuaire de la Gironde, le plus vaste estuaire d'Europe, qui lui offraient une large façade maritime.
Dans le cadre de la réforme territoriale de 2014, Poitou-Charentes a fusionné avec les régions Aquitaine et Limousin le 1er janvier 2016 pour former la région Nouvelle-Aquitaine, nom définitif en remplacement du nom provisoire « Aquitaine-Limousin-Poitou-Charentes ».

## Géographie

### Géographie physique

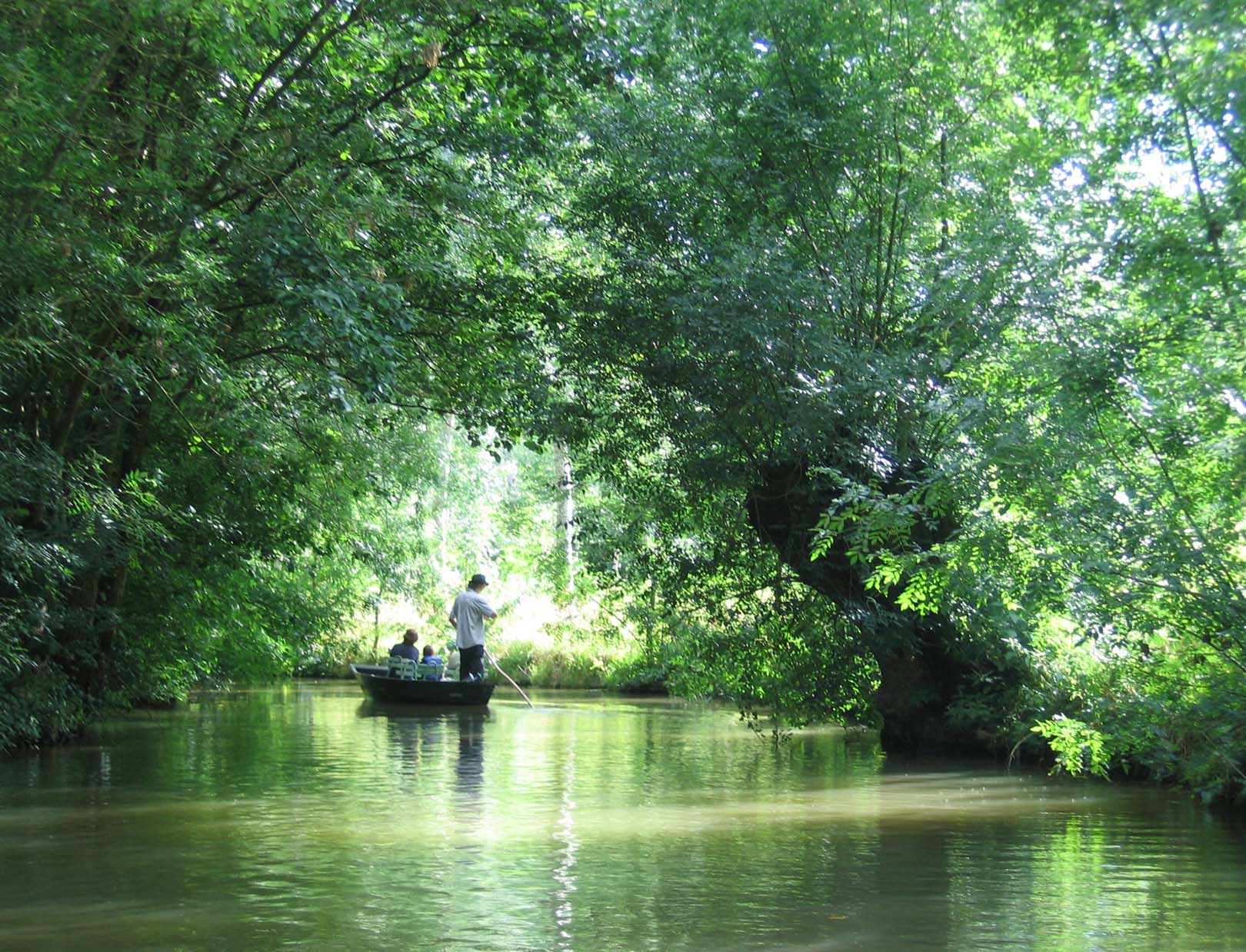
Le marais poitevin.

Les bas plateaux formés de roches calcaires d'âge jurassique sont souvent recouverts de dépôts argileux ou siliceux répandus au tertiaire depuis les massifs anciens voisins. Leurs sols sont peu fertiles et portent des forêts et des landes — brandes —, ainsi que des cultures ou des prairies sur les argiles à châtaigniers de l'ouest. Ces plateaux sont localement entaillés par les vallées peu encaissées des cours d'eau rejoignant au nord la Loire et au sud la Charente. Dans les plaines de terrains calcaires plus tendres du Crétacé, situées en avant des plateaux précédents, les formes de relief s'adoucissent.
Dans le Châtelleraudais et l'Angoumois, le relief de cuestas prédomine et côtoie les plaines voisines comme celles de Neuville et de Matha.
Sur le littoral atlantique où la région dispose d'une vaste façade maritime et estuarienne, des zones de marais aménagés, la grande majorité poldérisés au XIXe siècle, alternent avec la plaine calcaire de l'Aunis et le plateau gréseux de la Saintonge. De l'embouchure de la Sèvre Niortaise, au nord, jusqu'à celle de la Seudre, au sud, se succèdent le Marais poitevin, le marais de Rochefort et le marais de Brouage. De part et d'autre de l’estuaire de la Seudre jusqu’à l'estuaire de la Gironde s'individualisent les marais de la Seudre et une partie des marais girondins, au sud de Mortagne-sur-Gironde sur la rive droite de l'estuaire.

### Climat
Le climat est de nature océanique aquitain pour la partie charentaise (sauf Charente limousine à l'extrême est, océanique dégradé), et océanique parisien pour la partie poitevine.
Le seuil du Poitou agit comme une relative barrière climatique entre le Poitou au nord et les Charentes au sud, et il y a environ 1,2° de différence entre les températures moyennes à Poitiers et Cognac (12,5° à Cognac), et 0,2° entre Cognac et Bordeaux,,.
Les précipitations, réparties sur l'ensemble de l'année, varient environ entre 650 mm et 900 mm, le nord-est de la région (nord du département de la Vienne) étant moins arrosé que l'ouest (littoral de la Charente-Maritime et hauteurs des Deux-Sèvres, partie du Massif armoricain).
Les hivers sont doux, les étés chauds mais sans excès. La région bénéficie d'un ensoleillement important (plus de 2000 heures par an dans les Charentes). Malgré des pluies réparties sur l'ensemble de l'année, l'évapotranspiration est élevée durant les mois d'été : de mai à septembre.
La neige ne dure jamais longtemps, et les gelées sont de courte durée.
Le climat de la Charente limousine, partie occidentale du Massif central, est, du fait de l'altitude plus frais et plus humide. L'hiver est plus rude, la neige et les gelées sont fréquentes et plus durable.

### Végétation
Sur les sols les moins fertiles, forêts et prairies couvrent de grands espaces, souvent bocagers. À l'inverse, les labours dominent dans les plaines découvertes constituant les paysages d'openfield caractéristiques. Dans les Charentes, les « champagnes » parfois vallonnées sont occupées en partie par la viticulture.

### Environnement et écologie
Du fait de sa position biogéographique, l'écopotentialité de la région est importante.
Les zones humides d'importances se sont cependant dégradées depuis le début du XXe siècle. Les marais se différencient selon qu'ils ont été drainés (marais dits « desséchés ») ou non (marais « mouillés »), et suivant leur état de culture ou d'abandon. Le Marais gât regroupe des marais convertis en prairies. Ayant souvent succédé à des marais salants, certains, près du rivage, ont été transformés en parcs à huîtres. Des forêts de pins couvrent de petits secteurs littoraux méridionaux (forêt domaniale de la Coubre) ou de l'intérieur (Double saintongeaise).
Le littoral est concerné par la surpêche de certaines espèces : 28 stocks de population de poissons sur 34 sont en mauvais état, voire en très mauvais état dans le golfe de Gascogne. La population de sole commune (Solea solea) par exemple est surexploitée. La biomasse des géniteurs est en baisse depuis 1993 et les captures portent de plus en plus sur les classes jeunes. L'anguille d'Europe est aussi menacée par une sur-pêche en estuaire et le braconnage des civelles et par la pollution de l'eau. En Poitou-Charentes, cette espèce autrefois parmi les plus communes est depuis peu classée dans la liste rouge des espèces piscicoles menacées.
En mai 2011, la région et la DREAL ont commencé à élaborer leur SRCE, avec un site consacré à la Trame verte et bleue régionale.
- Début 2009 : la région a lancé la charte Terre saine avec le slogan « Votre commune sans pesticides ». En juin 2017, 377 communes avaient signé cette charte, dont une grande majorité de communes deux-sévriennes (près de 40%).

## Démographie
Les habitants de Poitou-Charentes étaient appelés les Picto-Charentais.
La population, après un déclin dû à l'exode rural, connaît une augmentation légère mais continue, due pour l'essentiel au solde migratoire. Si jusque dans les années 1990, seuls la Charente-Maritime et la Vienne voyaient leur population augmenter, c'est désormais le cas dans les 4 départements de la région. En 2006, la population de Poitou-Charentes était de 1 724 123 habitants, soit 84 000 de plus qu'au dernier recensement de 1999. Depuis 1999, la région a progressé au rythme de 0,74 %, pourcentage dû essentiellement à l'immigration, l'accroissement naturel étant un des plus faibles du pays.
Ainsi en 2006, selon l'Insee, 165 000 personnes résidant dans la région n'y habitaient pas 5 ans auparavant, ce qui signifie que près de 10 % de la population résidente s’est installée dans la région depuis moins de 5 ans (soit 2 points de plus que la moyenne des régions de métropole). Poitou-Charentes est ainsi la 3e région française sur ce critère d’attractivité résidentielle. La région occupe d’ailleurs le 1er rang pour sa part de nouveaux arrivants pour les cadres, les artisans et les commerçants. Une forte proportion (87 %) des nouveaux résidents de la région viennent d'une autre région de France, et 21 000 viennent de l'étranger, dont 41 % de ressortissants britanniques (la proportion atteignant 61 % en Charente et 50 % en Deux-Sèvres).
Parallèlement, toujours selon l'Insee, près de 109 000 personnes ont quitté la région Poitou-Charentes et habitent dans une autre région française. Au jeu des migrations avec le reste de la France, la région est donc gagnante : le solde des migrations internes est de 35 000 personnes, soit 7 000 par an. La région gagne en moyenne 44 personnes par an pour 10 000 habitants grâce aux échanges avec le reste de la France, ce qui la place au 6e rang des régions françaises pour son taux de migration interne.
Tous les départements n'ont cependant pas le même niveau d'attractivité : ainsi la Charente-Maritime est de loin le département le plus attractif de la région, et enregistre près de 5 000 nouvelles personnes du seul fait des migrations avec le reste de la France. Suivent la Vienne, qui attire principalement des étudiants, et les Deux-Sèvres. La Charente présente un solde migratoire avec le reste de la France quasi nul.
La population rurale reste majoritaire dans les Deux-Sèvres et en Charente. Globalement dans la région, les agglomérations ont bénéficié de soldes démographiques positifs. Au dernier recensement de 2006, si dans certains cantons les plus ruraux la population continue de diminuer dangereusement (départ des éléments les plus jeunes), dans l'ensemble la population s'accroit même dans les zones rurales. Les nouvelles facilités de communication (TGV, autoroutes A10 et A83) permettent d'aller travailler dans les grandes villes, pas nécessairement celles de la Région (Angers, Tours, Limoges, Bordeaux, Nantes, voire Paris). Le fait nouveau depuis les années 1980, par rapport à la croissance de la banlieue proche lors des années 1960 et 70, est le déplacement de cette croissance en périphérie de plus en plus éloignée. Ce phénomène de rurbanisation ne concerne pas que les quatre principales agglomérations de Poitou-Charentes, il touche également les villes moyennes comme Saintes, Rochefort, Châtellerault, s'étendant dans un rayon qui dépasse les 20 km alentour, voire 30 km pour les plus grandes agglomérations.
Poitou-Charentes était l'une des seules régions dans l'Ouest à ne pas posséder de grande métropole qui tire la région vers le haut (ex : Tours pour le Centre-Val de Loire, Angers et Nantes en Pays de la Loire, Bordeaux pour l'ancienne région Aquitaine). Cela se ressentait fortement au niveau démographique, comme évoqué ci-dessus. Bien que Niort soit la quatrième place financière française derrière Paris, Lyon et Lille, elle reste méconnue notamment par sa qualité de ville moyenne - 60 000 habitants.

## Économie

### Panorama de l'économie régionale
La viticulture est fortement orientée vers la production de cognac ; le pineau des Charentes est également un débouché important. La fin programmée de l'exception de la double affectation parcellaire des terrains viticoles a poussé la région à promouvoir le vin de pays charentais. Il rencontre un succès très appréciable, compte tenu de la proximité du bordelais. Dans le nord de la région s'étend le vignoble du Haut-Poitou.
La maïsiculture irriguée dominante est durement touchée par la sécheresse notamment dans les Deux-Sèvres et en Charente-Maritime.
La production d'huîtres à Marennes-Oléron occupe une bonne partie du littoral maritime.
Le développement du tourisme est une direction visiblement choisie par les administrations locales, avec le soutien au développement de parc à thèmes (Futuroscope, l'Île aux serpents, la Vallée des singes, etc.). Le parc du Futuroscope près de Poitiers, ainsi que le zoo de La Palmyre près de Royan, représentent à eux deux 50 % des recettes touristiques de la région.
Le choix du tourisme est une alternative de compensation importante à la perte d'emplois industriels.
Les services sont particulièrement bien représentés avec la présence de sièges de société d'assurance à Niort et de centres d'appel à La Rochelle.

### Agriculture

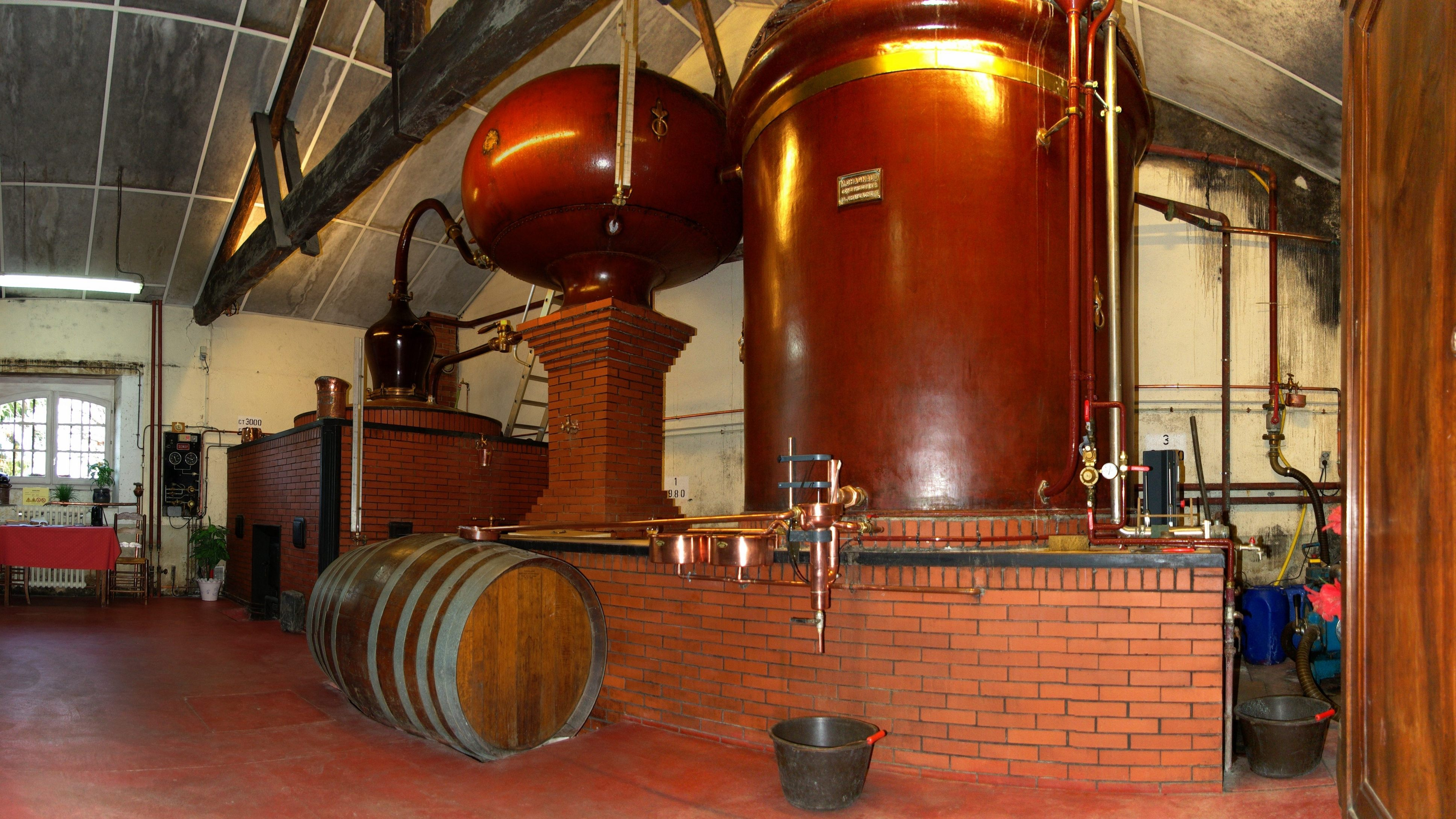
Distillerie au Maine-Giraud, Charente.

Des grands secteurs de l'économie régionale qui ont le plus évolué depuis la fin de la Seconde Guerre mondiale, c'est l'agriculture qui vient en tête. L'abandon de la profession par de nombreux exploitants trop âgés pour cultiver leurs terres ou trop jeunes - et donc en difficulté pour en acquérir de nouvelles - , le regroupement des exploitations entre quelques mains et la mécanisation ont conduit à une spécialisation aux dépens de la polyculture, pourtant de tradition dans nombre de régions du Centre-Ouest.
Chaque ferme, souvent de petite dimension, se livrait autrefois à des cultures variées (céréales, plantes fourragères, vigne, arbres fruitiers) et à l'élevage (vaches, porcs, moutons, chèvres, volailles et ânes - baudet du Poitou notamment). Aujourd'hui, une exploitation de 30 à 50 ha se consacre à la culture de deux ou trois produits : céréales (blé ou maïs), oléagineux (tournesol ou colza), tabac dans quelques terroirs favorisés de la Vienne, vigne en Charente (pour la distillation) et dans quelques secteurs donnant des vins de qualité supérieure (plaine de Neuville), exceptionnellement d'appellation d'origine contrôlée (AOC), comme au nord de la Vienne et des Deux-Sèvres (appartenant aux vignobles du Val de Loire). Suivant les endroits, l'élevage du gros bétail est pratiqué pour la fourniture de lait ou de viande (race bovine parthenaise, originaire de Parthenay), avec recours aux plantes fourragères et de plus en plus aux aliments composés.
Les élevages ovins et caprins, le plus souvent en plein air, fournissent agneaux et fromages de chèvre réputés (chabichou).
Bon an mal an, la région se situe aux premières places des producteurs français pour le lait de chèvre, le blé, le tournesol, le tabac et les graines de plantes fourragères.
Parmi les produits d'appellation d'origine contrôlée ou d'indication géographique protégée enregistrés auprès de l'Institut national de l'origine et de la qualité (INAO), Poitou-Charentes produit notamment :
- le beurre Charentes-Poitou avec des zonages plus restrictifs pour les Charentes et les Deux-Sèvres (décret du 29/08/1979) ;
- le chabichou du Poitou (décret du 29/06/1990 modifié) ;
- le cognac (décret no 2009-1146 du 21 septembre 2009) ;
- le pineau des Charentes, blanc ou rouge (décret no 2009-1132 du 18 septembre 2009) ;
- l'agneau du Poitou-Charentes (no  national du dossier : IG/03/98) ;
- les volailles du Val de Sèvres (no  National du dossier : IG/29/94) ;
- le melon du Haut-Poitou (no  National du dossier IG/14/95) ;
- les huîtres de Marennes-Oléron (no  CEE : FR-PGI-005-591/16.02.2007).

Les eaux-de-vie obtenues dans la région d'appellation pour la fabrication du célèbre cognac, après une période de vieillissement dans les chais d'au moins trois ans, sont exportées dans le monde entier par les grandes maisons de négociants. Le pineau des Charentes est l'autre fleuron régional.

### Pêche
Cette activité, à laquelle se livrent quelques ports du littoral, principalement ceux de la Cotinière et de La Rochelle-La Pallice, ne connaît plus le même succès qu'autrefois. L'ostréiculture est toujours en plein essor dans le bassin de Marennes-Oléron, le premier de France pour les quantités expédiées. La mytiliculture prospère sur le littoral d'Aunis. L'aquaculture, avec l'élevage d'autres coquillages et de poissons, en est encore à ses débuts.

### Industrie
Les collectes effectuées par les laiteries coopératives ou privées ont donné naissance, depuis un siècle, à une importante production de beurre, de fromages et de produits dérivés (poudre de lait), plaçant l'agroalimentaire à un niveau convenable. L'abattage des bêtes d'élevage n'a, en revanche, pas entraîné une grande industrie de traitement de la viande. D'anciennes industries ont dû se spécialiser pour survivre : la papeterie charentaise fournit aujourd'hui des papiers spéciaux, des scieries traitent des grumes importées pour en faire des panneaux de contreplaqués et d'agglomérés.
Les industries extractives sont particulièrement bien représentées, la géologie y permettant une grande variété d'exploitations. Les deux-sèvres, riches en roches dures de type diorite, fournissent les granulats pour la viabilité et le ballast des lignes à grande vitesse. La rareté de ces roches font que ces matériaux descendent jusqu'à Bordeaux ou remontent à Paris. Les roches sédimentaires (calcaire) que l'on trouve en Charente et Charente-Maritime sont exploitées pour en faire de la pierre de taille, des matériaux de terrassement, des charges minérales pour des applications industrielles ou agricoles, ou du ciment. Poitou-Charentes compte 3 cimenteries : Airvault, La Couronne et Bussac-Forêt. On peut y ajouter l'extraction de sables alluvionnaires et de sables marins qui servent à la production de béton.
Les industries des matériaux de construction (briques, tuiles, produits réfractaires…), quelques branches de la chimie et surtout les industries mécaniques - allant de l'électrotechnique au matériel de transport (voitures de chemins de fer, TGV, pièces détachées pour automobiles, avions, bateaux de plaisance), en passant par des engins pour la défense nationale - complètent la gamme des activités régionales. La réussite de quelques firmes a intéressé des sociétés étrangères ; certaines ont pris des participations dans leur capital, voire les ont totalement absorbées.

### Transports et voies de communication

Liaisons SNCF dans l'ex-Poitou-Charentes.

Poitou-Charentes était une région de transit sur l'axe Paris-Bordeaux et Centre-Europe Atlantique, mais également une destination touristique (Royan, marais poitevin, etc.). Son rôle de région de transit l'impliquait notamment dans le développement de la liaison TGV Paris-Bordeaux-Espagne-Toulouse.
Poitou-Charentes était traversé du nord au sud par la route nationale 10, voie historique de l'axe Paris-Bordeaux, dédoublée il y a quelques années par l'autoroute A10 dont le tracé a été décalé à l'ouest pour des raisons économiques et touristiques. Privant ainsi le département de la Charente et Angoulême (1re ville du département en nombre d'habitants) de l'autoroute. Depuis l'ouverture de l'A10, la promesse a été faite que la Nationale 10 serait intégralement mise en 2×2 voies rapidement, ce qui n'est toujours pas le cas aujourd'hui (prévue pour 2015). L'autoroute A10 dessert des grandes villes du territoire telles que Châtellerault, Poitiers, Niort, Saintes. L'essentiel du réseau autoroutier est géré par les Autoroutes du Sud de la France (ASF) et une petite partie par Cofiroute. Les ASF décomposent leur réseau dans la région en trois tronçons d'une centaine de kilomètres cumulés chacun :
- Niort, qui comprend une partie de l'A83 ;
- Saintes, qui comprend le petit tronçon de l'A837 ;
- Ambarès-et-Lagrave.

À titre indicatif, en 2005 on a pu relever sur chacun des tronçons :
- Niort : 4,2 millions de transactions pour un montant avoisinant 90 millions d’euros ;
- Saintes : 5,4 millions de transactions pour un montant avoisinant 50 millions d’euros ;
- Ambarès : 6,5 millions de transactions pour un montant avoisinant 55 millions d’euros.

Il y a aussi la ligne TGV Paris-Bordeaux qui dessert Poitiers et Angoulême et la ligne Atlantique La Rochelle-Paris (via Niort, Saint-Maixent-l'École et Poitiers), qui permet de rejoindre la gare de Paris-Montparnasse.

## Tourisme
Le tourisme régional est largement dominé par le littoral de la Charente-Maritime qui draine la majorité des touristes de la région.
La façade atlantique a suscité dès le XIXe siècle le développement du tourisme balnéaire, qui est devenu familial au lendemain de la Seconde Guerre mondiale, attirant à chaque période estivale les habitants des villes du Centre-Ouest et même de toute la France septentrionale. Le domaine insulaire charentais (îles de Ré, d'Oléron et d'Aix) est devenu particulièrement attractif ainsi que les stations balnéaires agréablement aménagées de Royan, Fouras et Châtelaillon-Plage pour ne citer que les plus cotées du littoral charentais. Sur cette côte particulièrement animée en été, La Rochelle fait figure de phare pour toute la région, étant l'une des villes de France les plus visitées aussi bien sur le plan touristique que culturel.
Pour retenir les touristes qui affluent majoritairement vers la côte atlantique, la région a fourni de gros efforts pour le développement du tourisme culturel, qu'il soit urbain ou rural. À l'intérieur des terres notamment, la région a mis en valeur des monuments historiques prestigieux, sinon dignes d'intérêt (châteaux et manoirs, églises romanes et abbayes, musées et écomusées…) et des sites géographiques remarquables (vallée de la Charente, Marais poitevin, grottes de l'Angoumois…) qu'il est possible de découvrir le long d'itinéraires touristiques balisés. De même, les villes de l'intérieur de la région comme Poitiers, Rochefort, Saintes, Cognac, Confolens ou Angoulême essaient de retenir ces mêmes touristes grâce à l'excellence de leur patrimoine urbain et historique ou par l'organisation de manifestations culturelles fort originales que sont les nombreux festivals.
S'il est vrai qu'un grand nombre de vacanciers, dont beaucoup se dirigent plus au sud, ne font qu'une brève étape en région, à l'image de ceux venant visiter le Futuroscope à Poitiers, il n'en reste pas moins que le littoral charentais a fait de la Charente-Maritime la deuxième destination touristique de France.

## Histoire
Articles détaillés pour la période antérieure à la création des départements :
- Aunis
- Angoumois
- Poitou
- Saintonge

L'histoire de Poitou-Charentes en tant qu'entité administrative commence avec la création des régions, sous le régime de Vichy. La région comprend alors cinq départements, dont la Vendée, correspondant aux Charentes au sud et au Poitou au nord. Supprimées à la Libération, les régions renaissent en 1956 sous la forme de circonscriptions de programmes d'actions régionales. Poitou-Charentes est alors constitué des quatre départements actuels.
Cette région, à cheval sur le Sud-Ouest et le Centre-Ouest de la France, a été créée pour combler le vide d'influence entre Tours et Bordeaux, en réunissant d'anciennes provinces : une partie du Poitou, Angoumois, Saintonge et Aunis. Poitiers a été choisie comme préfecture, non à cause d'une prééminence quelconque (elle fait alors la même taille que La Rochelle), mais parce qu'elle avait une université.

### Chronologie des évènements marquants
- Présence humaine dans les sites néandertaliens et paléolithiques, exemples de la Quina et de la grotte de Montgaudier.
- Au Moustérien et jusqu'au Magdalénien, occupation de la Grotte du Placard, le Roc-de-Sers  en Charente, de l'abri sous roche, le Roc-aux-Sorciers, et la grotte de la Marche dans la Vienne
- Le site de Îlot Renaudin à Angoulême, en Charente, révèle un site de chasse[18] durant l'Azilien récent, ainsi qu'une plaquette de grès gravée[19]
- - 5000-3000 av. J.-C. : érection des sites mégalithiques durant le Néolithique dans le Poitou et les Charentes.
- - 2000 av. J.-C. : Orfèvrerie durant l'âge du bronze ancien, parmi les premiers ors de France, les colliers de Saint-Laurs[20], en Deux-Sèvres.
- - 1000 av. J.-C. : Orfèvrerie durant l'âge du bronze final, le cône d'or d'Avanton, au nord de Poitiers.
- - 350 av. J.-C. : Orfèvrerie durant l'âge du fer, casque d'Agris, d'apparat celtique, d'origine gauloise, trouvé dans une grotte au nord d'Angoulême.
- - 52 av. J.-C. : révolte de Vercingétorix et châtiment des Santons et des Pictons.
- IIIe siècle : débuts de la christianisation.
- 350 : saint Hilaire, premier docteur de la foi, devient évêque de Poitiers.
- 360 : saint Martin fonde le monastère de Ligugé.
- Ve siècle : Un fœdus conclu entre le roi wisigoth Wallia et l'empereur romain Flavius Honorius permet aux Wisigoths de s'installer dans la région.
- 476 : fin de l'Empire romain.
- 507 : Clovis Ier bat les Wisigoths à Vouillé, près de Poitiers. La région passe sous contrôle franc.
- 732 : Charles Martel arrête les Arabes entre Tours et Poitiers.
- 768 : Partage des Biens de Pépin le Bref entre Charlemagne et Carloman, le Poitou-Charentes est dans le royaume de Charlemagne[21].
- 799 : première incursion viking.
- 845 : les Vikings prennent Saintes.
- Xe et XIe siècles : les comtes de Poitou-ducs d'Aquitaine affermissent leur autorité sur le territoire.
- 1152 : en plus de l'Aquitaine, Aliénor apporte les territoires correspondant à l'actuel Poitou-Charentes à son nouvel époux, Henri Plantagenêt, comte d'Anjou. Quand celui-ci devient, en outre, roi d'Angleterre, ses domaines français sont alors aussi étendus que ceux du roi lui-même. Toute la guerre de Cent Ans découle de cette situation.
- 1204 : première prise de Poitiers par Philippe II Auguste. La seconde, en 1224, sera définitive.
- 1356 : défaite de Jean le Bon à Nouaillé-Maupertuis.
- 1534-1535 : Calvin prêche à Saintes, Poitiers, Angoulême.
- 1562 : début des guerres de Religion.
- 1630-1700 : des centaines de résidents locaux s'embarquent pour le Québec et l'Acadie, aujourd'hui région du Canada où beaucoup de leurs descendants vivent toujours.
- 1790 : la province du Poitou est partagée en trois départements : les Deux-Sèvres, la Vienne (Haut-Poitou) et la partie littorale du Poitou, la Vendée (majeure partie du Bas-Poitou). L’Aunis et la partie ouest de la Saintonge sont réunies pour former la Charente-Inférieure. Le département de la Charente correspond à l’Angoumois et la partie est de la Saintonge.
- 1815 : après sa déchéance, Napoléon Ier s'embarque à l'île d'Aix.
- 1822 : « complot » des quatre sergents de La Rochelle.
- 1945 : Royan est anéantie par les bombardements alliés.
- 1966 : un pont relie l'île d'Oléron au continent.
- 1987 : inauguration du Futuroscope.
- 1988 : un pont relie l'île de Ré au continent.
- 1991 : nomination d’Édith Cresson, maire de Châtellerault (86), au poste de Premier ministre. C'est la première femme à occuper ce poste. Elle démissionnera en mars 1992 après la cuisante défaite de son parti aux élections régionales.
- 1996 : enterrement de François Mitterrand à Jarnac.
- 2002 : nomination de Jean-Pierre Raffarin, président de Poitou-Charentes depuis 1988, au poste de Premier ministre. Il sera remplacé en mai 2005, au lendemain de la victoire du Non au référendum visant à adopter la Constitution européenne.
- 2004 : Ségolène Royal fait basculer à gauche le conseil régional de Poitou-Charentes dont elle devient présidente en réalisant le meilleur score du PS en France aux régionales cette année-là.
- 2016 : le 1er janvier, la région Poitou-Charentes fusionne avec les régions Aquitaine et Limousin pour former la région Nouvelle-Aquitaine.

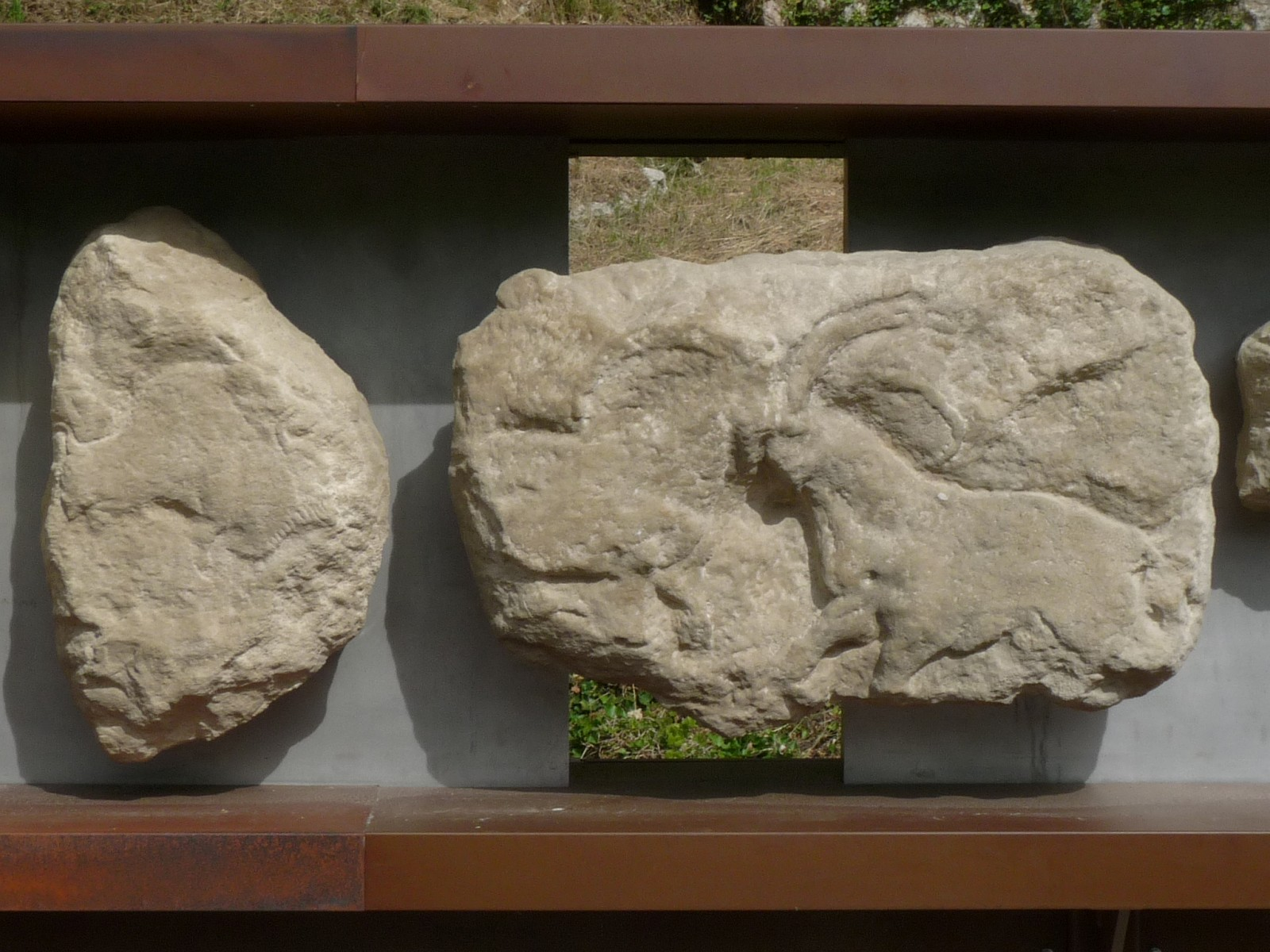
Bouquetins et bisons sculptés, 25 000 avant notre ère, Roc-de-Sers.
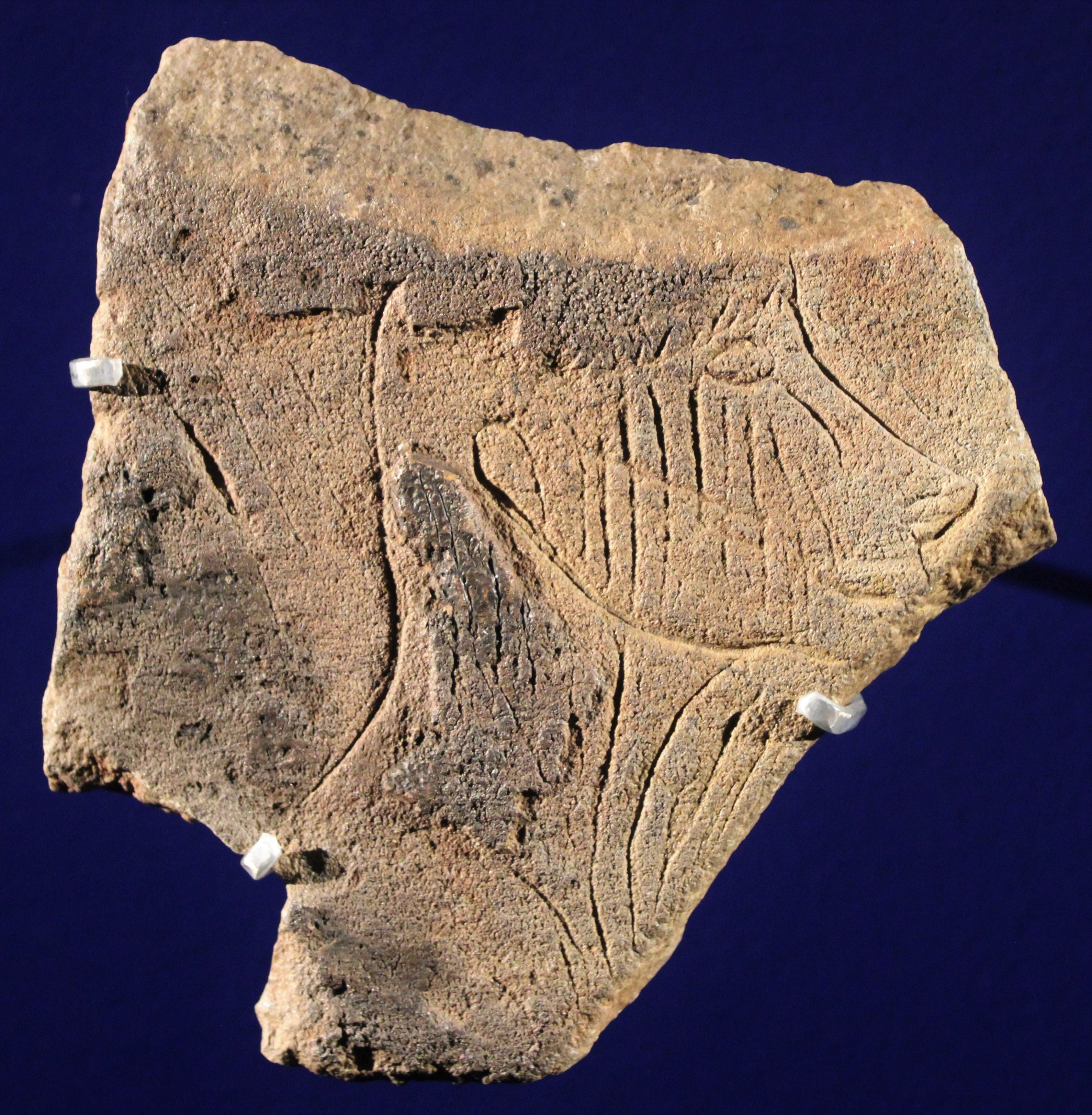
Plaquette gravée d'une tête humaine de profil, 15 000 av. n.e., Grotte de la Marche.
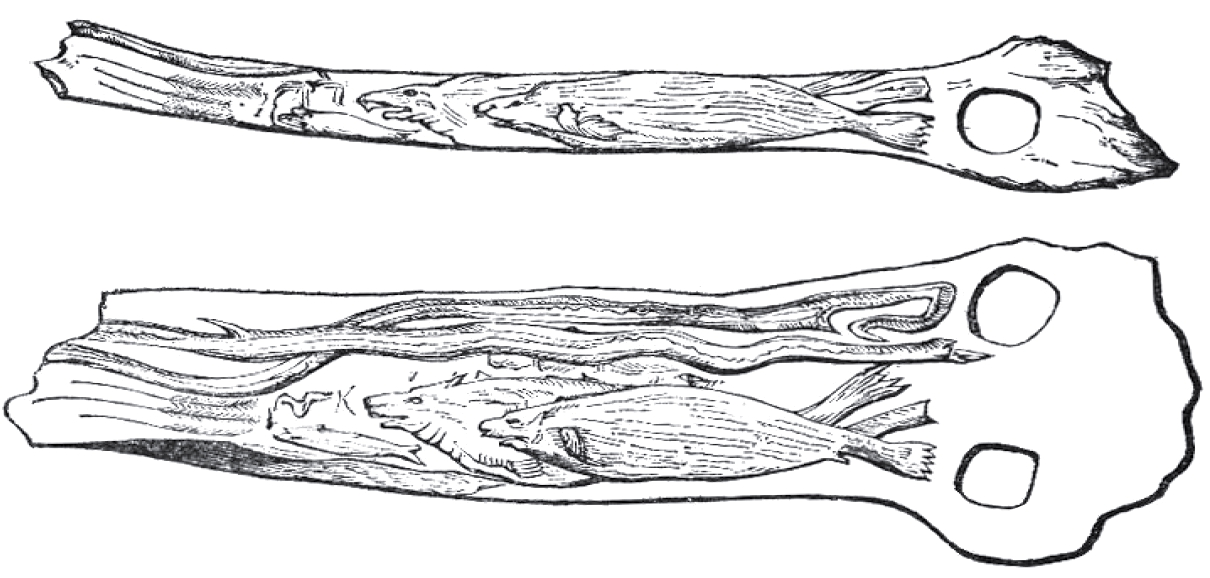
Bâtons de commandement ornés, Grotte de Montgaudier.
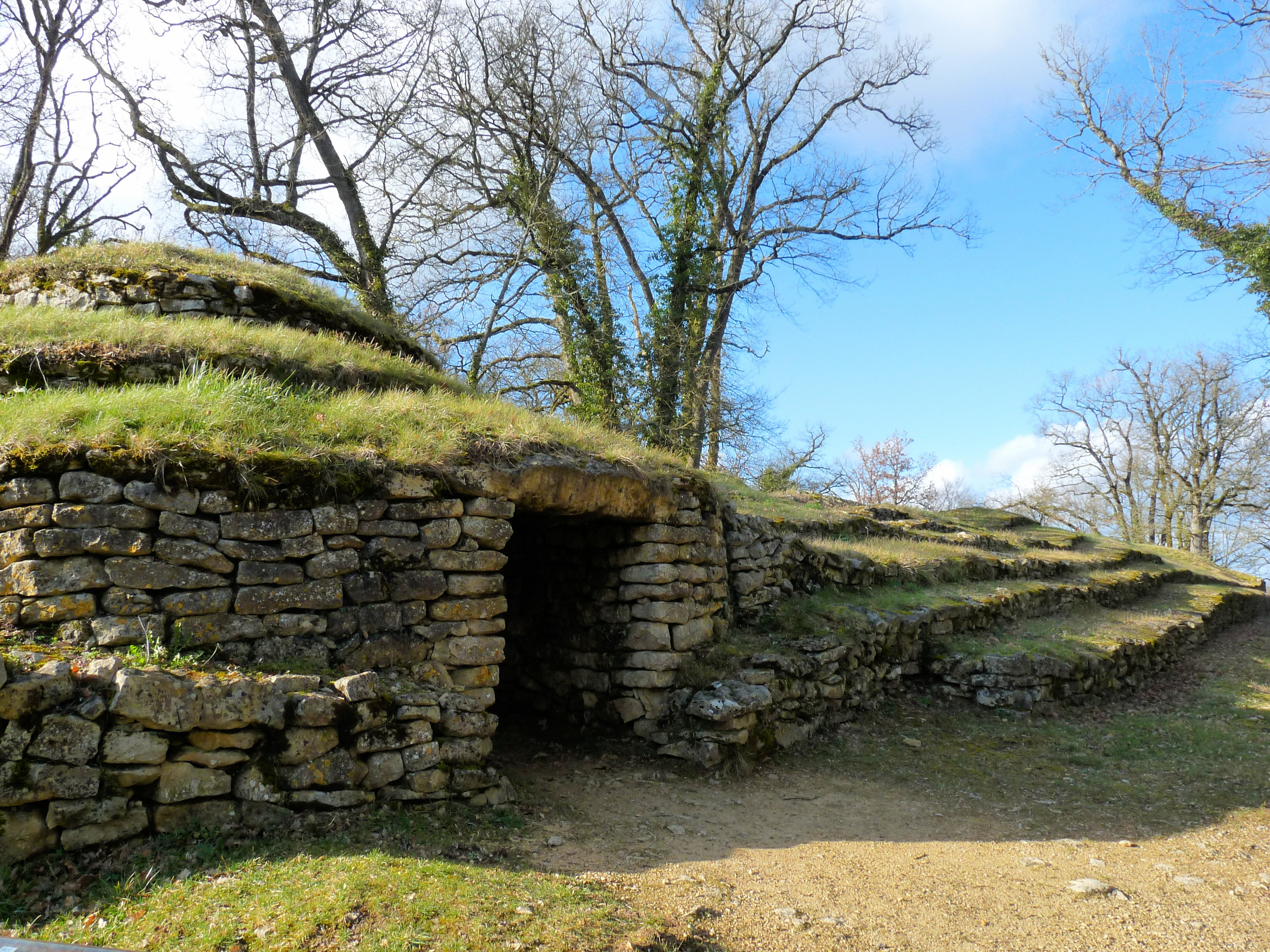
Tumulus F0, de la nécropole de Bougon.
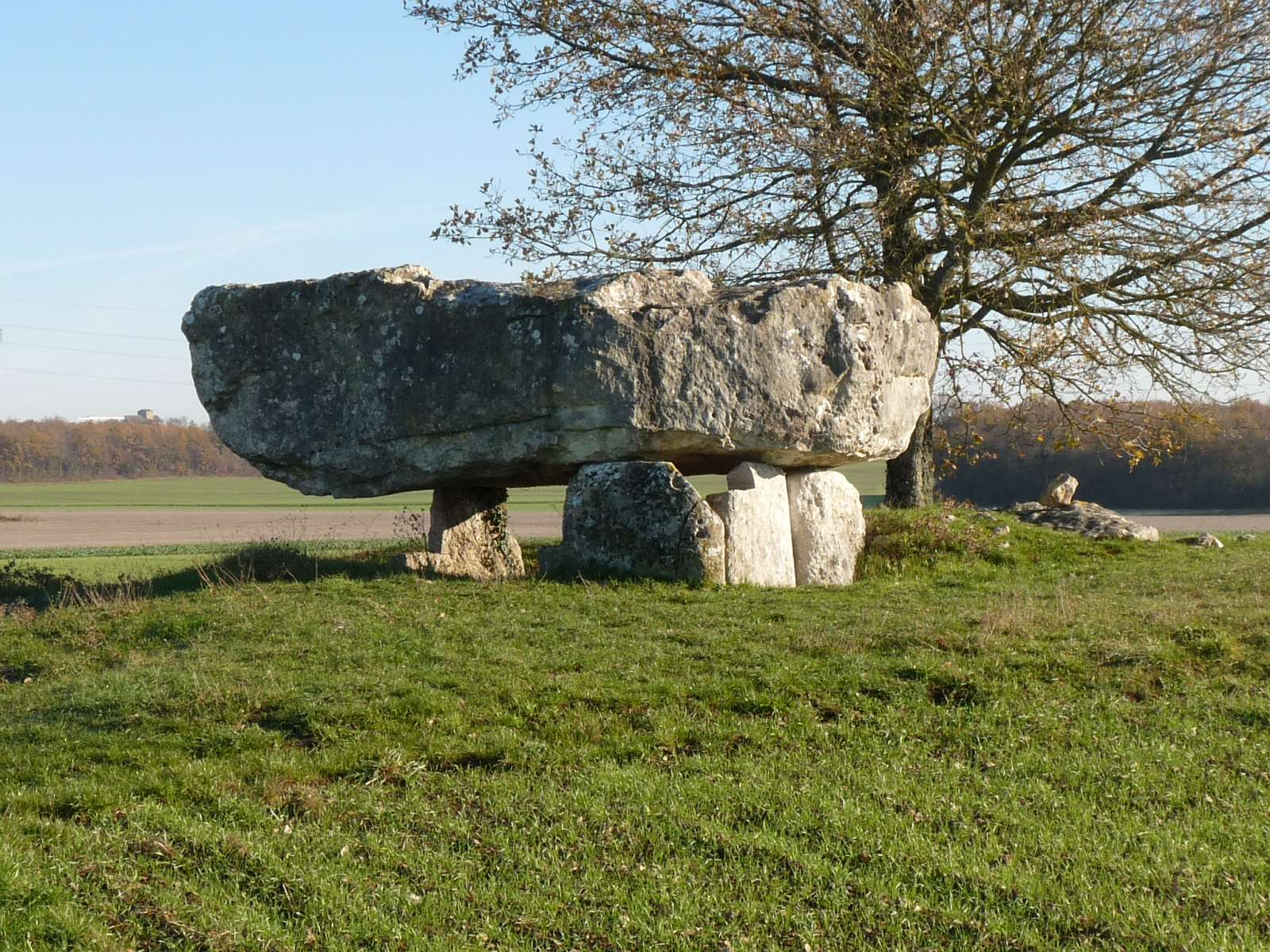
la Grosse Pérotte et la Petite Pérotte à Fontenille.
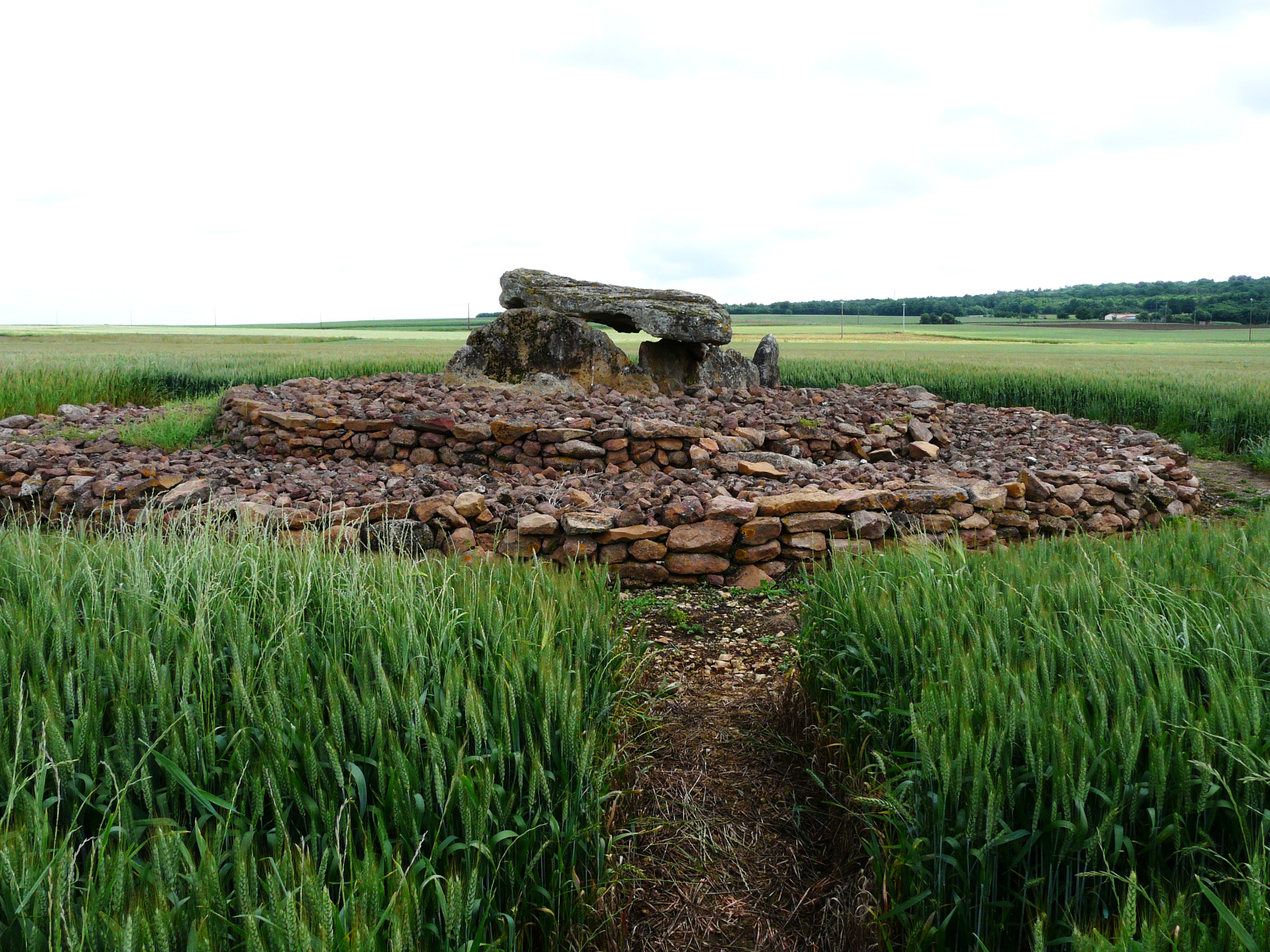
Dolmen E145,  nécropole de Monpalais à Taizé.
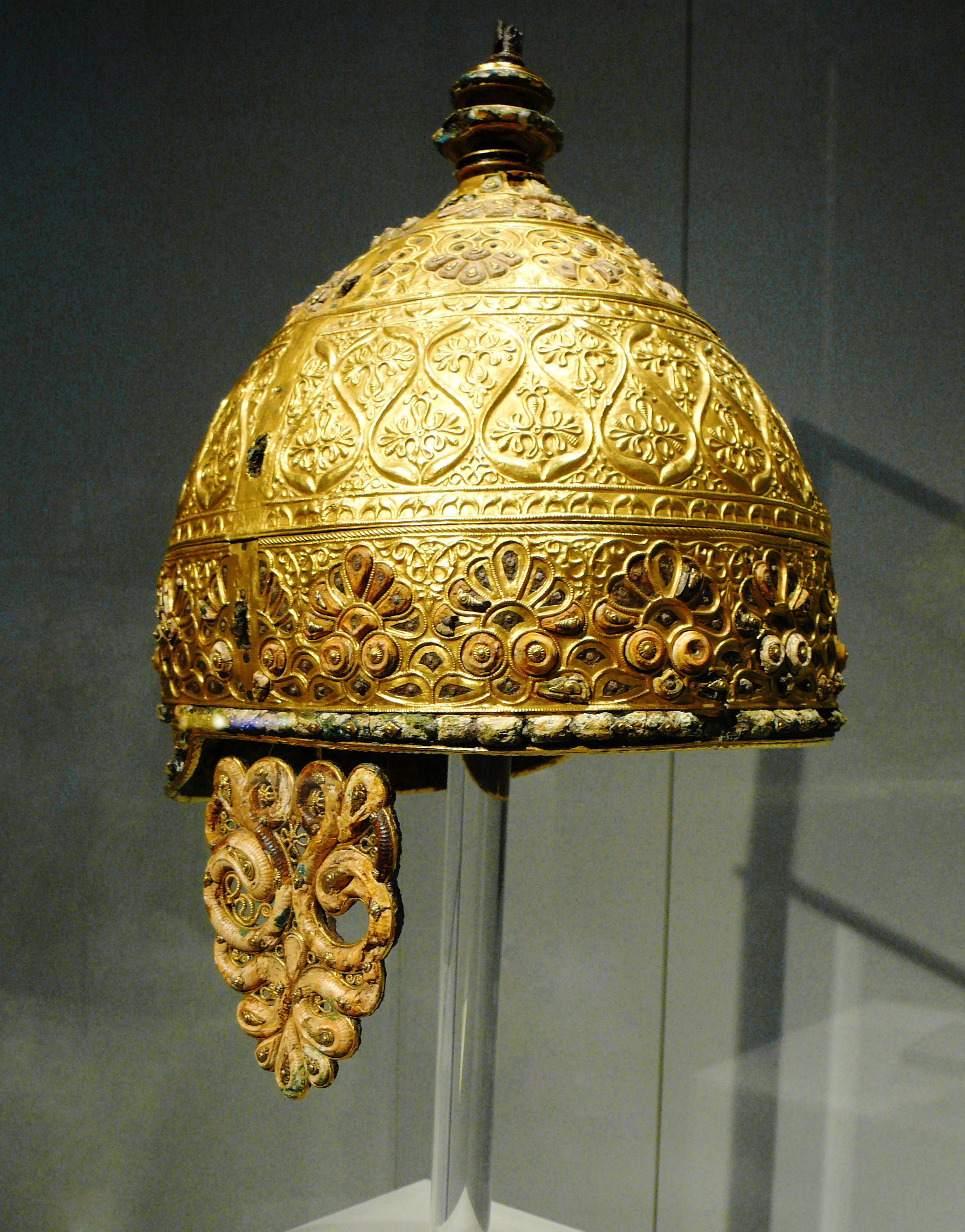
Le casque d'Agris (musée d'Angoulême).

## Emblèmes

### Héraldique
| Blason | Blasonnement : De gueules à cinq châteaux d'or donjonnés de trois pièces en sautoir. Commentaires : Ce blason est le plus souvent utilisé pour représenter Poitou-Charentes. Bien qu'il n'ait aucune reconnaissance administrative, la légion départementale de gendarmerie utilise ce blason. Ce blason est à l'origine celui de la commune de Scorbé-Clairvaux dans la Vienne. À l'image des régions, en 2010, la Monnaie de Paris lance des pièces en argent gravées par Joaquin Jimenez. L'emblème de la pièce de Poitou-Charentes s'inspire directement de ce blason en reprenant les « cinq châteaux d'or ». - Bien que ce blason soit une référence d'Alphonse de Poitiers et de la Castille, cet emblème semble avoir été incorporé dans la culture populaire. Les châteaux du blason ont été assimilés à la légende de Mélusine la bâtisseuse.[réf. nécessaire] De plus, les cinq châteaux peuvent aussi représenter les cinq « pays » de Poitou-Charentes, à savoir : le Poitou, l'Aunis, la Saintonge, l'Angoumois et le Limousin de l'Est charentais et Sud-Est de la Vienne. |

### Logotypes

Logo du conseil régional de 2006 à décembre 2015

## Politique et administration

### Les données de la géographie administrative
La région Poitou-Charentes était formée de quatre départements qui rassemblaient 14 arrondissements administratifs dont 3 dans le département de la Charente, 5 dans celui de la Charente-Maritime, 3 dans celui des Deux-Sèvres et trois également dans celui de la Vienne. Les quatre départements regroupaient 157 cantons et 1 462 communes.

### Conseil régional
Sur le plan politique, la région est devenue une terre de gauche.
En 2004, Ségolène Royal fait basculer à gauche le conseil régional dont elle devient présidente, réalisant le meilleur score du Parti socialiste en France aux élections régionales cette année-là.

### Tendances politiques et élections
| Élection / collectivités                 | Gauche                              | Droite                                   |
| ---------------------------------------- | ----------------------------------- | ---------------------------------------- |
| Élection présidentielle (2012) (2d tour) | 55,51 % (François Hollande)         | 44,49 % (Nicolas Sarkozy)                |
| Conseillers régionaux (2010)             | 39 (liste menée par Ségolène Royal) | 16 (liste menée par Dominique Bussereau) |
| Conseils généraux (2011)                 | 2                                   | 2                                        |
| Députés (2012)                           | 13                                  | 2                                        |
| Sénateurs (2008)                         | 2                                   | 7                                        |
| Villes chefs-lieux de département (2014) | 2 (Poitiers, La Rochelle)           | 2 (Niort, Angoulême)                     |

## Identité régionale
La région administrative, créée en 1956, regroupe les quatre départements formés à la Révolution française à partir des anciennes provinces du Poitou, de l'Aunis, de la Saintonge et de l'Angoumois. Seule la première a perdu sa partie occidentale, le Bas-Poitou, devenu département de la Vendée (Pays de la Loire). À l'Angoumois a été rattaché le Confolentais limousin, ainsi qu'une partie de la Saintonge, quelques paroisses du Poitou et du Périgord, pour constituer le département de la Charente.
Cet ensemble, sans identité historique ni géographique, a été créé pour combler le vide d'influence entre Tours et Bordeaux. Poitiers a été choisie comme préfecture, non à cause d'une prééminence quelconque (elle comptait alors à peu près autant d'habitants que La Rochelle), mais parce qu'elle avait une université.

## Culture

### Manifestations culturelles

#### EnCharente
- à Angoulême :
  - le festival international de la bande dessinée (en janvier),
  - le festival Musiques métisses  (en mai),
  - le Circuit des Remparts, rallye de voitures de collection (en septembre),
  - le festival culinaire des Gastronomades (en novembre),
  - le festival du film francophone (en août).
- à Cognac :
  - le festival du film policier (en juin),
  - le festival Blues Passion (en juillet),
  - le festival des arts de la rue baptisé « Coup de chauffe », par allusion au processus de distillation de la célèbre eau-de-vie de la ville (en septembre).
- à Confolens :
  - le festival international de folklore (en août) - C'est le plus vieux festival de la région (il a fêté son cinquantenaire en 2007).

#### EnCharente-Maritime
- à La Rochelle :
  - les Francofolies, festival de musiques francophones (en juillet),
  - le Grand Pavois, seul salon nautique français à se tenir sur l’eau (en septembre)
- à Rochefort :
  - Le SummerSound festival, festival de musiques électroniques (en août à la corderie royale)
- à Montendre :
  - le Free music festival, du rock à l'électronique, en passant par le reggae ou encore le rap

#### Dans lesDeux-Sèvres
- à Bouillé-Saint-Paul :
  - le festival d'arts de la rue Bouillez le premier week-end de juillet
- à Saint-Varent :
  - le festival d'arts vivants Artjoyette en avril
- à Thouars[25] :
  - Atouts Arts concerts gratuits en soirée et en plein air en juillet
  - Les Arts Osés, festival cultures urbaines et diversités en juin
  - Terri'Thouars Blues, concerts de blues fin mars
- à Pougne-Hérisson :
  - le festival biennal du Nombril (en août), consacré à l'oralité, au conte et au mélange des arts de la scène.
- en haut val de Sèvre :
  - le festival Contes en Chemins (en juillet), consacré à l'oralité et aux contes d'ici et d'ailleurs.

#### Dans laVienne
- à Montmorillon :
  - le Salon du Livre (en juin), le rendez-vous phare de la ville.

### Principales salles de spectacle et de congrès

#### Scènes nationales
Les chefs-lieux des quatre départements de la région sont chacun dotés d'une scène nationale.

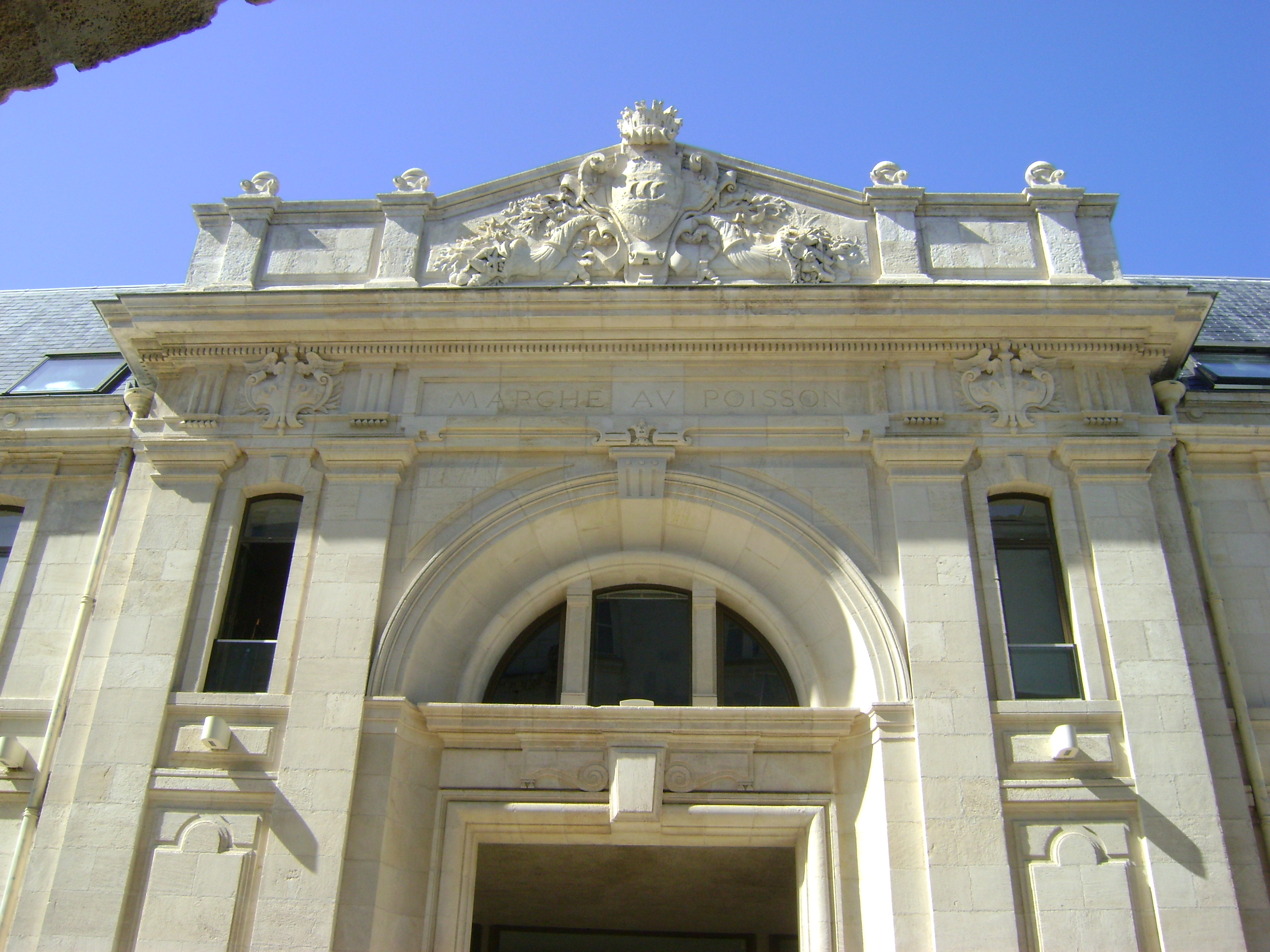
Façade de La Coursive.

« La Coursive » à La Rochelle : ce lieu comporte trois salles, dont la plus grande, baptisée « Le Grand Théâtre », peut accueillir 1 003 spectateurs. La Coursive est installée dans l'ancien Couvent des Carmes, construit en 1665, vendu à la Révolution et séparé en deux (une partie devient successivement manufacture de tabac, marché aux poissons et salle des sports et l'autre partie est transformée en entrepôt utilisé par les douanes). En 1979, on décide de construire sur l'emplacement du couvent une Maison de la Culture (seuls la façade et le cloître intérieur seront conservés) ; celle-ci deviendra en 1990, après une nouvelle phase de travaux, « La Coursive », scène nationale de La Rochelle.

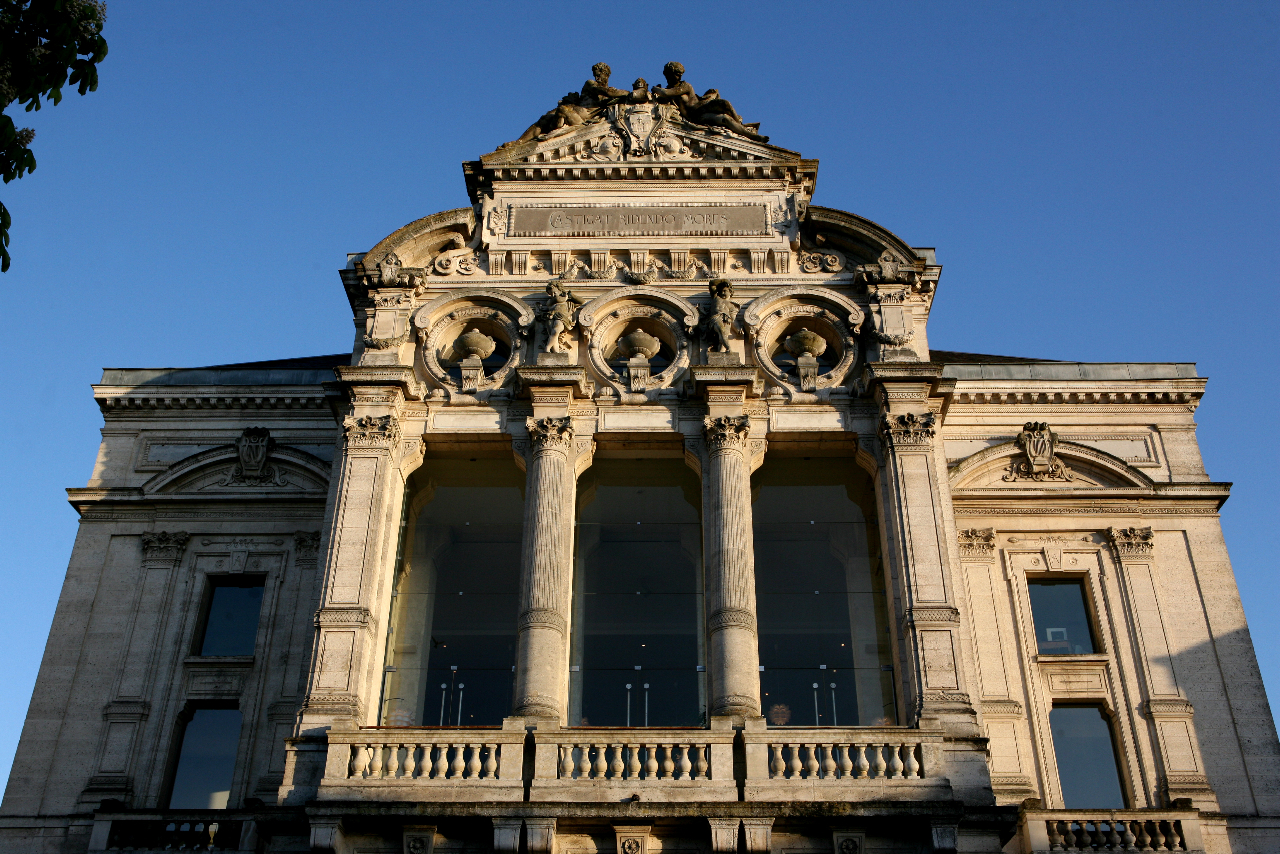
Théâtre d'Angoulême.

Le « Moulin du Roc » à Niort : scène nationale construite en 1986, elle comporte deux salles dont la plus grande peut accueillir 940 spectateurs.
Le Théâtre Auditorium de Poitiers « (TAP) » : inauguré en 2008, il comprend un théâtre de 722 places, un auditorium de 1 021 places et un cinéma d'arts et essais.
Le théâtre d'Angoulême : l'édifice date de 1870, son aspect extérieur d'origine est préservé mais l'intérieur a été entièrement requalifié en 1997. Il comporte trois salles, dont la plus grande peut accueillir 722 spectateurs.

### Autres lieux de spectacles et de congrès
- en Charente :
  - L'Espace Carat - Parc des expositions et des congrès d'Angoulême, inauguré en 2007 ; d'une superficie totale de 17 000 m2 (comprenant un parking de 1 800 places), il offre une grande salle de 4 500 m2 pouvant accueillir jusqu'à 7 000 personnes. Les différentes salles peuvent aussi accueillir des réunions, séminaires d'entreprise, des foires et salons publics ou privés ou encore des manifestations sportives
  - La Nef : lieu de spectacle, de répétition, d'enregistrement et d'exposition consacré aux musiques actuelles, situé à l'entrée sud d'Angoulême
  - Espace Franquin : centre culturel situé en centre-ville d'Angoulême
  - Le Vingt-Sept, salle de spectacle située à Rouillac
  - L'Avant-Scène – Théâtre et les Anciens abattoirs de Cognac
- en Charente-Maritime :
  - Le Palais des congrès de Royan
  - La Sirène – Espace Musiques actuelles à La Rochelle
  - La Java des Paluches à La Rochelle
  - Parc des expositions de La Rochelle
  - La Coursive - Scène Nationale à La Rochelle
  - Théâtre Geoffroy Martel à Saintes
  - La Poudrière à Rochefort
- dans les Deux-Sèvres :
  - Bocapôle à Bressuire
  - Le Camji et L'Acclameur à Niort (ce dernier, ouvert en 2012, peut contenir 3 500 spectateurs)
  - Salle Soulièvres à Airvault
  - L'auditorium de Tyndo au Conservatoire de Musique et de Danse à Thouars
  - Espace Agapit à Saint-Maixent-l'École
- dans la Vienne :
  - Le Parc des expositions de Poitiers (salle Les Arènes, jusqu'à 4 500 spectateurs)[26]
  - Le Confort moderne  à Poitiers (700 places)
  - Angelarde-Complexe à Châtellerault (jusqu'à 1 104 places assises, 2 964 places debout)[27]
  - Salle Charles Trenet à Chauvigny (995 places assises)[28]
  - Le Palais des congrès du Futuroscope à Chasseneuil-du-Poitou (1 salle de 1 150 places assises, 1 salle de 300 places assises, 1 salle de 150 places assises)[29]

### Films réalisés en Poitou-Charentes
- Les Maudits (1947) de René Clément avec pour toile de fond les ruines de Royan bombardée.
- Le Jour le plus long (1962), de Ken Annakin, Andrew Marton, Bernhard Wicki, Gerd Oswald et Darryl F. Zanuck, dont certaines scènes ont été tournées à Saint-Clément-des-Baleines, sur l'île de Ré.
- Les Demoiselles de Rochefort (1967), film musical de Jacques Demy avec Catherine Deneuve et Françoise Dorléac, tourné à Rochefort.
- Le Petit Bougnat (1970) de Bernard Toublanc-Michel, dont certaines scènes ont été tournées sur l'île de Ré et à La Rochelle.
- Les Choses de la vie (1970) de Claude Sautet, dont certaines scènes ont été tournées sur l'île de Ré.
- Pleure pas la bouche pleine (1973), film de Pascal Thomas avec Jean Carmet.
- Les Aventuriers de l'arche perdue (1981), film de Steven Spielberg, dont certaines scènes ont été tournées à La Rochelle.
- Das Boot (1981), de Wolfgang Petersen, certaines séquences tournées à La Rochelle.
- L'Affaire Marie Besnard (1986), de Yves-André Hubert avec notamment Alice Sapritch, dont certaines scènes ont été tournées à Loudun, dans le nord Vienne[30].
- À ma sœur ! (2000), film de Catherine Breillat dont l'action se déroule principalement à La Palmyre[31].

- Toutes ces belles promesses (2003), film de Jean-Paul Civeyrac tourné à Fouras et à Royan.
- Douches froides (2005), d'Antony Cordier : quelques scènes tournées à La Rochelle et sur l'île d'Oléron.
- Nos jours heureux (2006), château de la Couronne à Marthon, et piscine de La Rochefoucauld
- Mammuth (2009), film de Benoît Delépine et Gustave Kervern dont plusieurs scènes sont tournées à Royan, Saint-Palais-sur-Mer et en plusieurs endroits de la Charente-Maritime.
- La Tête en friche (2010), de Jean Becker, tourné à Pons, Rochefort, Cozes, Cognac et Châteaubernard.
- Mumu (2010), de Joël Séria, tourné à Aubigné, petit village situé à 45 km de Niort, dans les Deux-Sèvres.
- Ensemble, nous allons vivre une très, très grande histoire d'amour...  (2010), tourné en partie à Confolens
- Il était une fois en Poitou-Charentes. (2013). Réalisation Thomas Souchard, musique du compositeur niortais Sébastien Maye.
- Alceste à bicyclette (2013), de Philippe Le Guay, tourné sur l'île de Ré.
- Amitiés sincères (2013), film de Stéphan Archinard, tourné sur l'île de Ré.
- Nous sommes tous des fils de Poitou (2015), film de Téhiva Loudrimeur, tourné à Montmorillon
- La cité des fantasques disparus (2015), film de & avec Sébastien Maye, tourné à Montmorillon, Cherveux, Chef-Boutonne, Crazannes, Château de Vaudeleigne et le fort-Foucault à Niort, véritable propriété du luthier et compositeur Niortais Auguste Tolbecque.

### Patrimoine

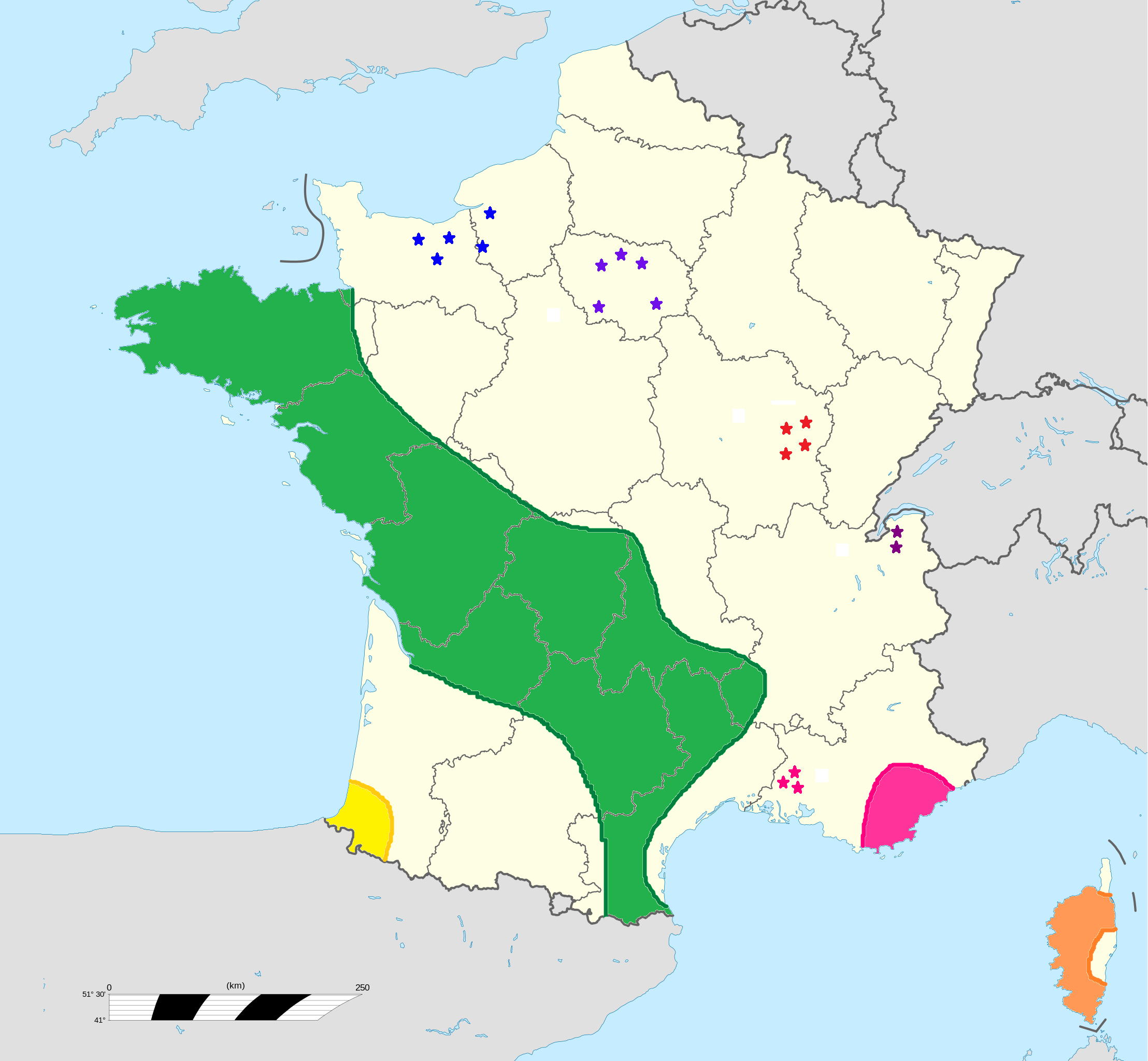
Carte schématique de l'implantation des mégalithes en France. Les zones de couleur verte et orange marquent les régions de forte implantation de dolmens, menhirs et cromlechs.

- Patrimoine préhistorique et gallo-romain

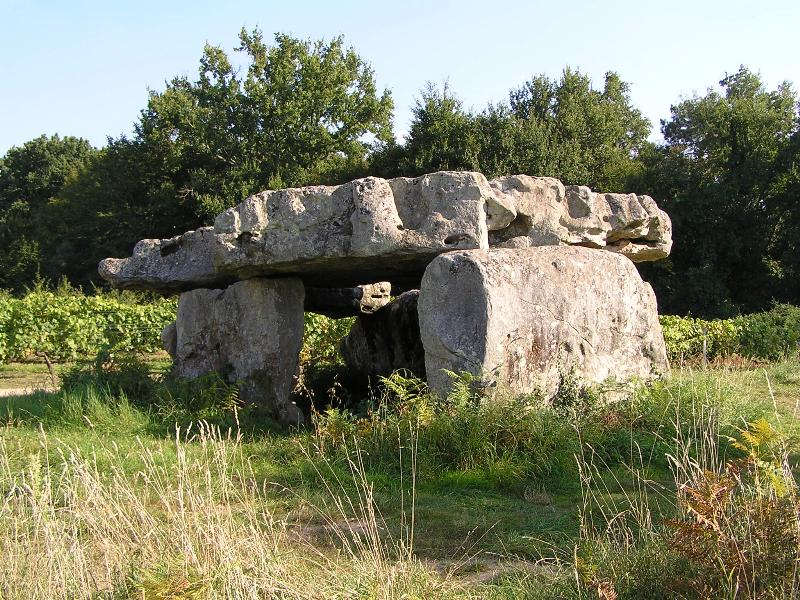
Dolmen de la Garde-Epée, à Saint-Brice, en Charente.

Poitou-Charentes se trouve au cœur du sillon ouest-européen d'implantation des mégalithes édifiés entre la fin du Ve millénaire av. J.-C. et la fin du IIIe millénaire av. J.-C. ; ce sont pour la plupart des dolmens et tumuli, souvent situés en plein champ, mais certains sont parfois visibles en ville, telle la Pierre levée de Poitiers. De nombreux sites du Paléolithique et du Néolithique ont également été découverts dans la région, surtout en Charente : citons les grottes de la Trache et du Quéroy et le site de La Quina. Enfin, les témoignages de la présence romaine dans la région ne manquent pas, parmi les mieux conservés on peut mentionner le théâtre gallo-romain des Bouchauds, les thermes de Chassenon, l'amphithéâtre de Saintes…
- L'art roman

Les quelque 600 monuments qui jalonnent la région sont autant de témoins d'une architecture née au Xe siècle sur les chemins de Saint-Jacques-de-Compostelle, et plus spécifiquement sur la via Turonensis, qui traverse la région du nord au sud. Ces édifices, de style roman pour la plupart, témoignent d'une architecture fervente, pétrie d'influences, faite d'invention mais aussi de mesure et d'équilibre. On en trouve un grand nombre en Saintonge, considéré comme le fleuron de l'Art roman, où chaque église de village est une œuvre de l'art des campagnes, mais aussi un peu partout dans la région, où les chantiers ont fleuri par centaines aux XIe et XIIe siècles. Citons les plus importants : l'Église monolithe d'Aubeterre-sur-Dronne, l'Abbaye aux Dames de Saintes, la Cathédrale Saint-Pierre d'Angoulême, l'Église Saint-Pierre d'Aulnay, l'Église Saint-Hilaire de Melle, l'Abbaye Saint-Jouin de Marnes et l'Église Notre-Dame-la-Grande de Poitiers.

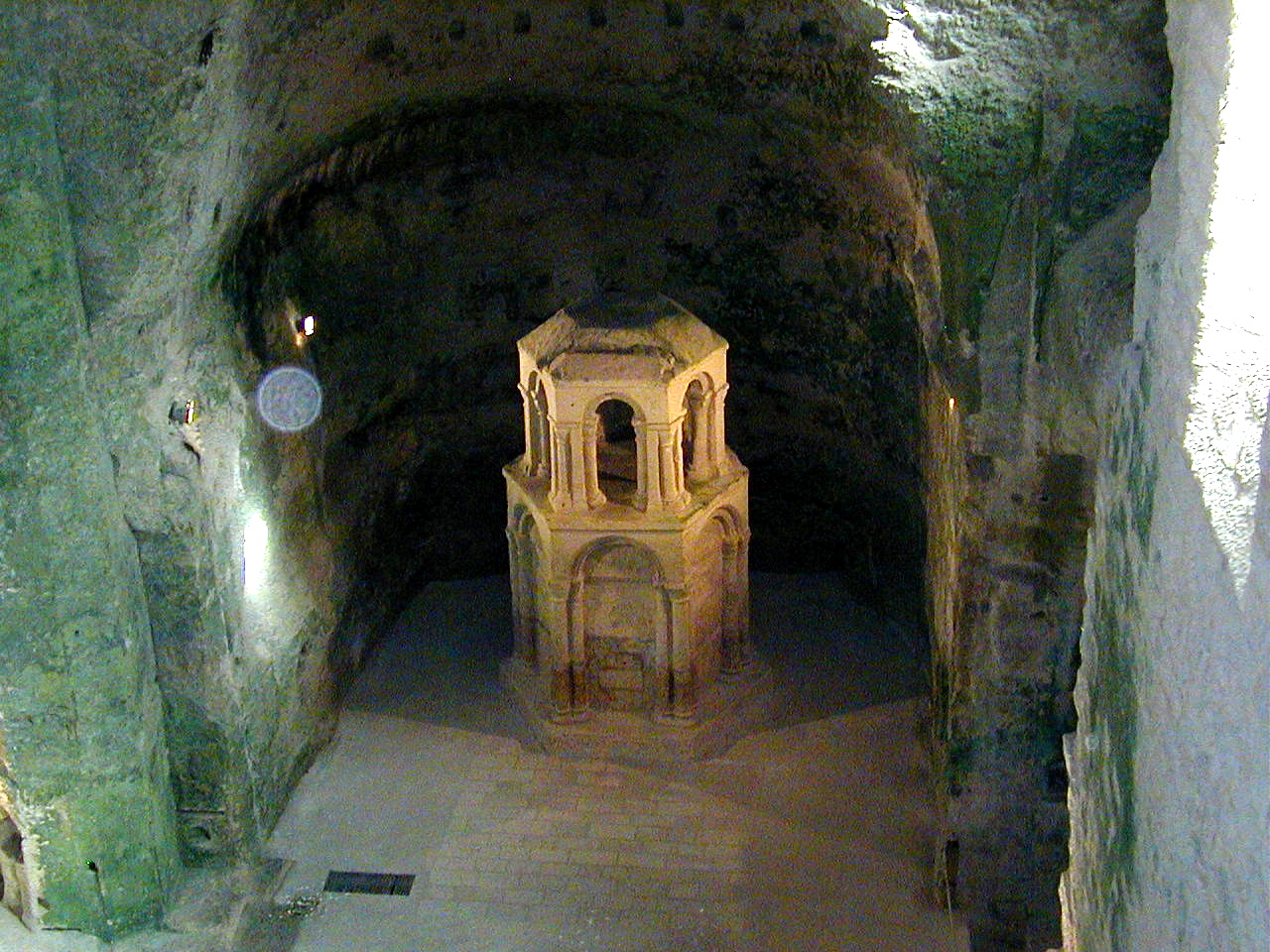
Église monolithe d'Aubeterre-sur-Dronne, en Charente.
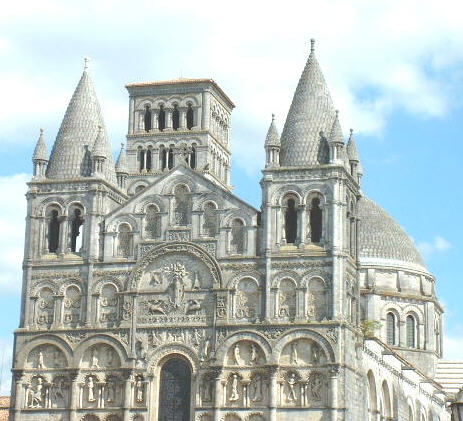
Façade de la Cathédrale Saint-Pierre d'Angoulême, en Charente.
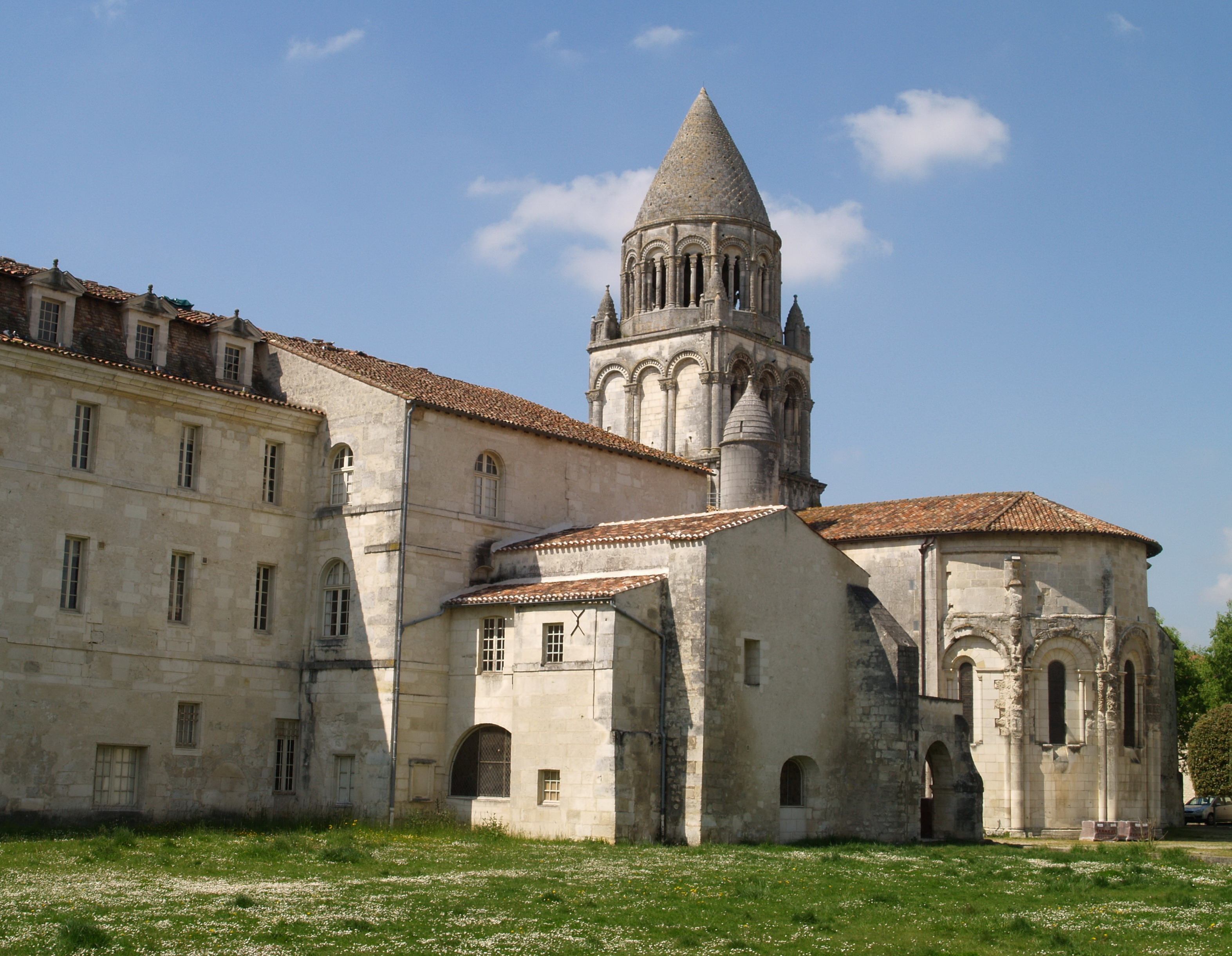
Abbaye aux Dames de Saintes, en Charente-Maritime.
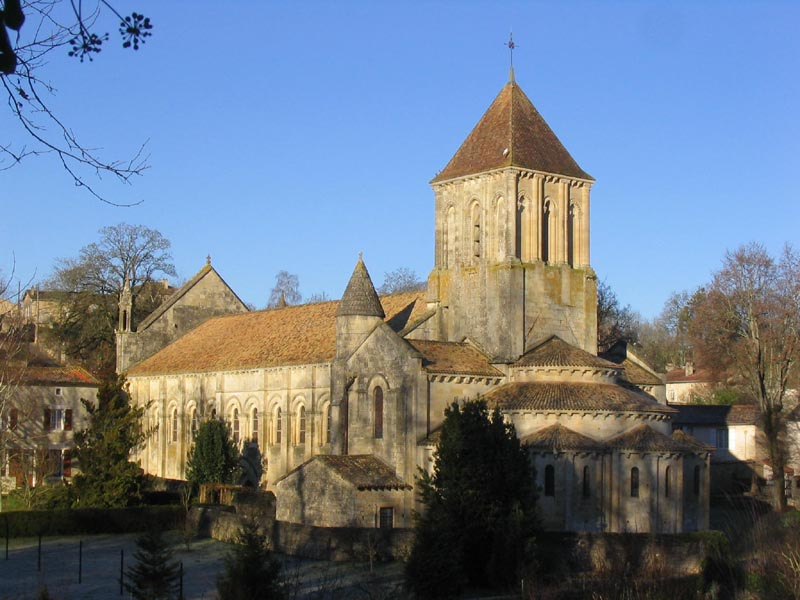
Église Saint-Hilaire de Melle, dans les Deux-Sèvres, classée au patrimoine mondial de l'UNESCO en 1998.
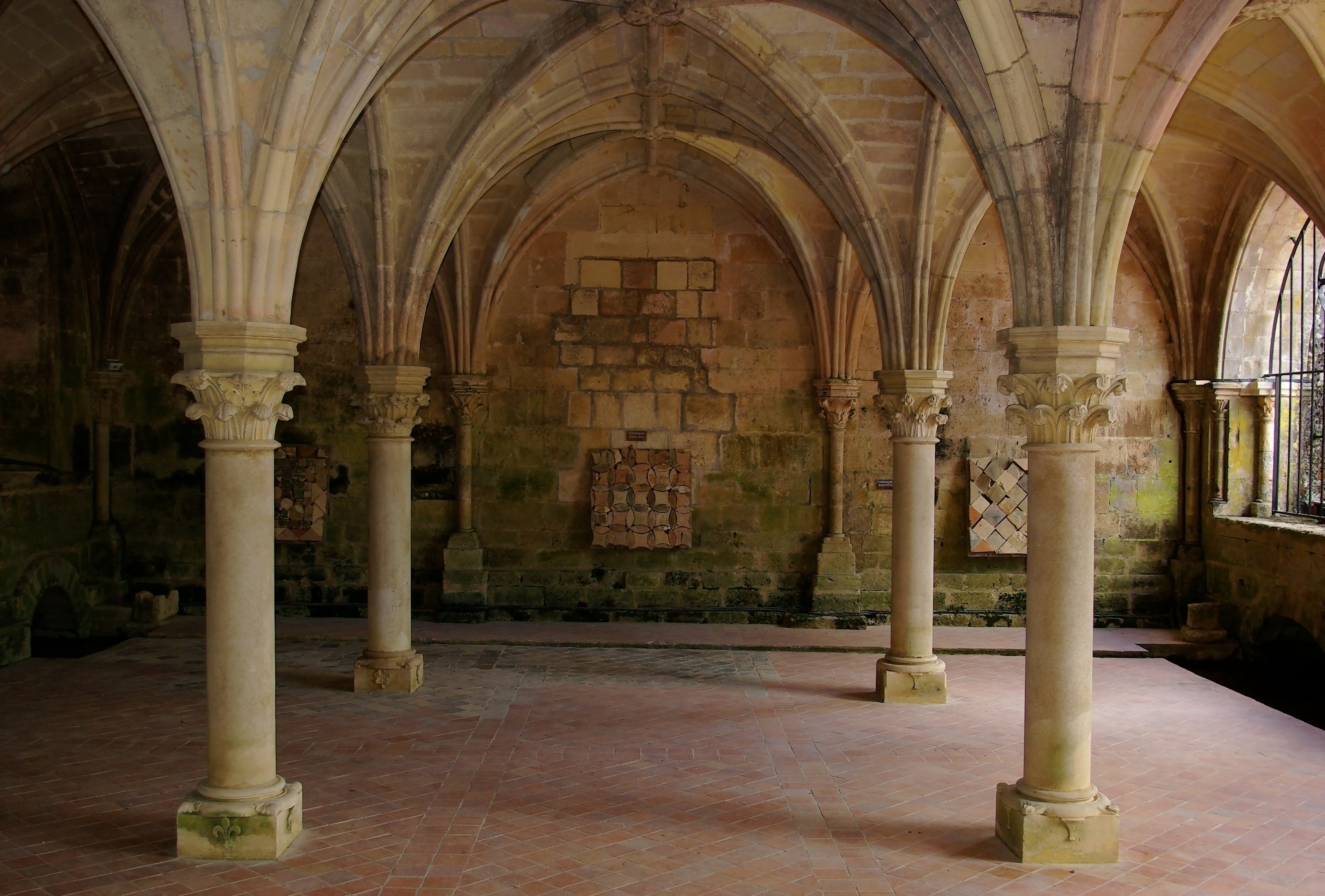
Abbaye de Fontdouce : la salle capitulaire.
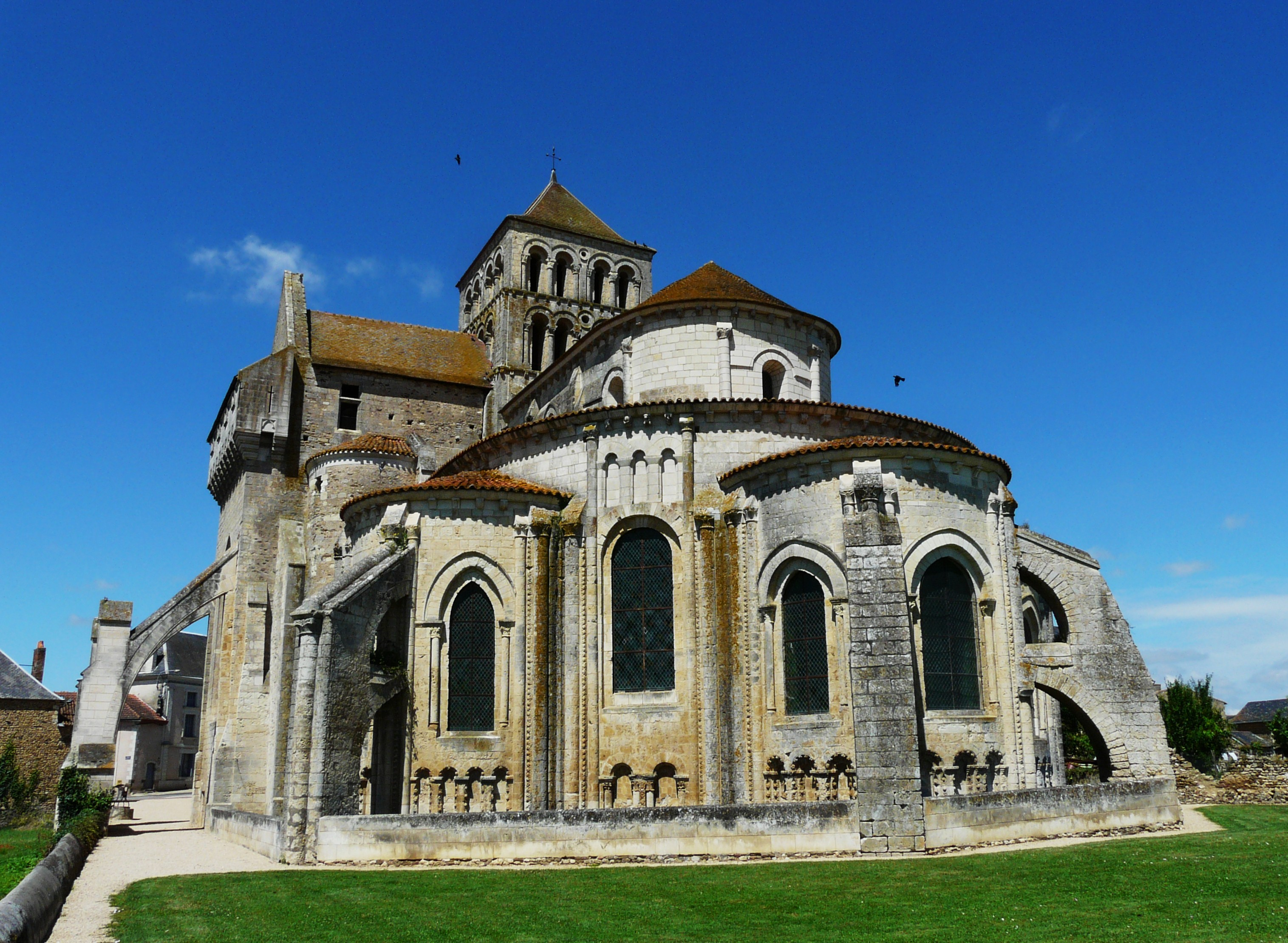
Abbaye Saint-Jouin de Marnes dans les Deux-Sèvres (Le chevet de l'église abbatiale de  Saint-Jouin).
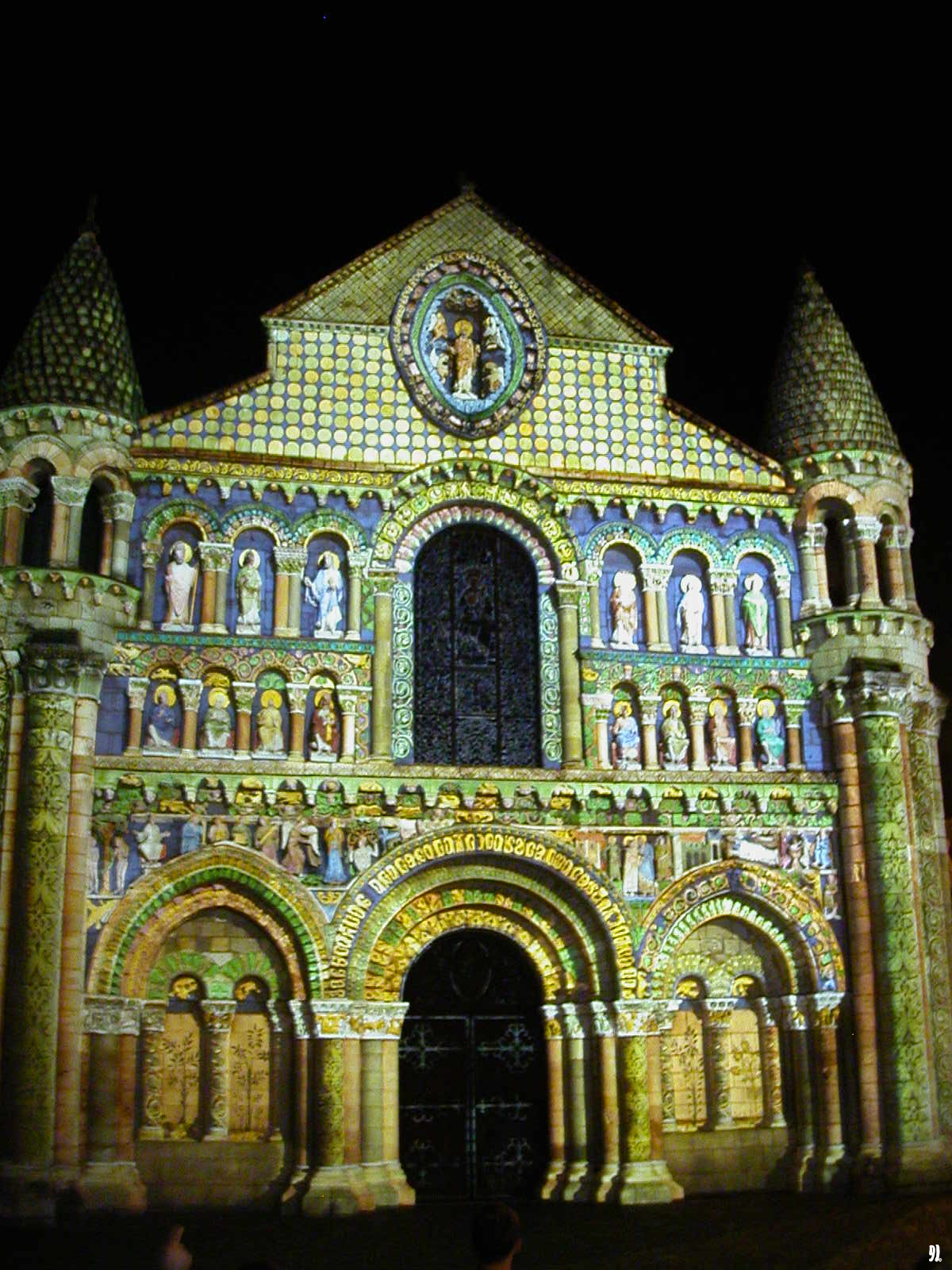
Église Notre-Dame-la-Grande de Poitiers, dans la Vienne (sous un éclairage restituant les polychromies originelles).

- Principaux monuments et lieux à découvrir

| en Charente | en Charente-Maritime | dans les Deux-Sèvres                                                                 | dans la Vienne |
| --- | --- | ------------------------------------------------------------------------------------ | --- |
| Centre historique d'Angoulême (Hôtel de ville, Cathédrale Saint-Pierre, Église Saint-André)                            | Abbaye de Fontdouce à Saint-Bris-des-Bois | Abbaye royale de Celles-sur-Belle                                                    | Abbaye de l'Étoile d'Archigny |
| Église monolithe Saint Jean d'Aubeterre-sur-Dronne                                                                     | Centre historique de Saintes (amphithéâtre gallo-romain, Arc de Germanicus, Cathédrale Saint-Pierre, Basilique Saint-Eutrope, Abbaye aux Dames et Église Saint-Pallais)                                                 | Château d'Oiron                                                                      | Abbaye Saint-Sauveur de Charroux |
| « Cassinomagus », complexe monumental gallo-romain établi sur l'actuelle commune de Chassenon                          | Hôtel de ville, Vieux-Port de La Rochelle et ses fortifications (de la Chaîne, de la Lanterne et Saint-Nicolas), Cathédrale Saint-Louis, Église Saint-Sauveur, rues bordées d'immeubles à arcades, Aquarium La Rochelle | Château Renaissance de Coulonges-sur-l'Autize                                        | Cité médiévale et château de Chauvigny |
| Château de La Rochefoucauld                                                                                            | Cité médiévale de Pons (Donjon et Hôpital des pèlerins classé au patrimoine mondial de l'humanité par l'Unesco) | Église Saint-André, Église Notre-Dame, Place de la Brêche, Donjon et pilori de Niort | Abbaye Saint-Martin de Ligugé |
| Centre historique de Cognac (Château des Valois, maisons à colombages, Place et Parc François Ier, Église Saint-Léger) | Église Saint-Pierre d'Aulnay | Abbatiale Saint-Maixent de Saint-Maixent-l'École                                     | Abbaye Saint-Junien de Nouaillé-Maupertuis                                                                                                 |
| | Royan, ses plages et son patrimoine moderniste (Église Notre-Dame, Palais des Congrès, Marché central, Front de mer, Port de Royan)                                                                                     |                                                                                      | Centre historique de Poitiers (Cathédrale Saint-Pierre, Baptistère Saint-Jean, Église Notre-Dame la Grande, Église Saint-Hilaire le Grand) |
| | Bastide de Talmont-sur-Gironde, Église Sainte-Radegonde et cimetière marin |                                                                                      | Abbaye Saint-Benoît de Quinçay de Saint-Benoît                                                                                             |
| | Château de la Roche-Courbon à Saint-Porchaire |                                                                                      | Abbaye de Saint-Savin |
| | Rochefort, ville nouvelle du XVIIe siècle (Corderie royale, Église Saint-Louis, Théâtre, Place Colbert) |                                                                                      | Château de Marconnay et site gallo-romain d'Herbord, sur la commune de Sanxay                                                              |
| | Place-forte et marais de Brouage, Tour de Broue |                                                                                      | |

## Gastronomie
- Huîtres de Marennes-Oléron, cognac, pineau des Charentes, beurre AOC, mogettes, cagouilles (escargots), agneau, fromage de chèvre, chabichou…, la liste est loin d'être exhaustive et témoigne de l'extraordinaire richesse gastronomique de Poitou-Charentes. Ici, la nature est généreuse et donne en abondance les produits nécessaires à une cuisine saine et authentique. Réputés pour leur saveur, les fleurons du terroir régalent les gourmets et figurent en bonne place sur les tables des plus grands restaurants.
- Cognac : s'étend sur la Charente, la Charente-Maritime et les Deux-Sèvres. Il y a six crus : la Grande Champagne, la Petite Champagne, les Borderies, les Fins Bois, les Bons Bois, les Bois Ordinaires et les Bois Communs. Depuis plus de quatre siècles, cette eau-de-vie au bouquet subtil et délicat constitue la principale richesse de la région.
- Pineau des Charentes : il n’est pas seulement le fruit de la vigne, mais aussi celui du hasard. Blanc, rouge ou rosé, fait d'un mélange de subtil jus de raisin des Charentes et de Cognac.
- Vin de pays charentais : vins blancs, rosés et rouges.
- Les vins du Haut-Poitou : les cépages du « Haut-Poitou » sont devenus les indispensables compagnons de la cuisine régionale.

Le Chardonnay s'harmonise avec les crustacés et les poissons en sauce. Le Sauvignon accompagne aussi bien les fruits de mer que les fromages de chèvre. Le Gamay, léger et fruité, s'accorde avec les cochonnailles et les potées hivernales alors que le Cabernet se sert avec les viandes et les volailles.
- L'Angélique « Signé Poitou-Charentes » : c'est une plante aromatique cultivée traditionnellement dans la région de Niort mais aussi en Charente-Maritime, pour la confiserie et la liquoristerie.

L'angélique est une plante bisannuelle de la famille des ombellifères pouvant atteindre 2 mètres de hauteur en terrain frais et ensoleillé. La plante fleurit lors de la 3e année de végétation. Elle possède des propriétés toniques, stimulantes, digestives et antispasmodique.
L'angélique se consomme directement ou s'utilise en pâtisserie pour parfumer la galette au beurre. Surnommée « l'herbe des anges » dans les Deux-Sèvres, l'angélique se consommait autrefois pour le goûter accompagnée d'une tartine de pain.
La liqueur d'angélique est un liquide translucide d'un vert dense contenant 40 % d'alcool en volume, très légèrement sirupeux, composé d'angélique de cognac, de sucre (saccharose) et d'eau distillée. La liqueur d'angélique se consomme glacée en digestif aussi bien pure que sur de la glace pilée. Elle est très utilisée dans la préparation de nombreux cocktails, sorbets et desserts.
- Les huîtres de Marennes-Oléron : l’alliance des eaux douces et salées sous un climat ensoleillé fait du bassin de Marennes-Oléron le plus important lieu de production d'huîtres de France et l'unique de France qui pratique la culture en claires.
- Les moules de bouchots : élevées près de Fouras, de Hiers-Brouage, de Charron, dans les îles de Ré, d'Oléron et en baie de l'Aiguillon.
- Les fruits de la pêche : le poisson fait partie de la culture culinaire régionale.

Les céteaux se mangent grillés ou meunières. Les barbarins (petits rougets) cuisent dans du gros sel avant d'être dégustés. La sardine « royan » s'apprécie fraîche ou grillée.
- L'agneau de Poitou-Charentes : est issu d'une longue tradition d'élevage pour sa viande dont la qualité et la saveur sont unanimement reconnues. Sa saveur délicate en fait un des plats régionaux parmi les plus appréciés.
- Les vaches de race limousine et parthenaise : la parthenaise est une race bovine issue d'une longue tradition d'élevage. Sa viande « haut de gamme » (certifiée Label rouge) aux muscles volumineux, de couleur appétissante, rouge bien vif, est juteuse et savoureuse en bouche.
- Autres viandes : le « Porc de la Frairie » certifie aux consommateurs un produit de qualité reconnue. Le lapin reste une production de tradition qui place l'élevage de la région en troisième position.
- Les fromages de chèvre : Poitou-Charentes collecte les trois quarts du lait de chèvre français et offre toute une gamme de fromages ronds, en boîte, parmi lesquels le « Bougon », le « Mothais », le « Saint-Loup »… parfois garnis de feuilles de châtaignier.
- Le beurre Charentes-Poitou : appellation d'origine contrôlée, fabriqué exclusivement à base de crème de lait pasteurisé. Ce beurre haut de gamme est produit dans les deux Charentes et des trois départements (Vienne, Deux-Sèvres et Vendée) de l'ancienne province du Poitou.
- Le melon charentais : le terroir ensoleillé de Poitou-Charentes permet la culture de melons de grande qualité. Poitou-Charentes était la troisième région productrice de France. Aujourd'hui, le melon charentais est mondialement reconnu.
- Desserts : tourteaux, broyés, cornuelles, angélique, liqueur verte, et en Saintonge, la santonine…

## Figures importantes de la Région
- Charles Martel, grand-père de Charlemagne qui a repoussé les Arabes à Poitiers.
- Aliénor d'Aquitaine, née en 1122, la fille du comte de Poitou épouse le roi de France Louis VII, puis le futur roi d’Angleterre Henri II. Elle est ainsi indirectement à l'origine de la guerre de Cent Ans.
- François Ier, né François d'Angoulême, roi de France, né à Cognac
- Théodore Agrippa d'Aubigné, né près de Pons en 1522, fut un homme de guerre, écrivain et poète baroque protestant († 1630).
- François Ravaillac, né en 1577 à Magnac sur Touvre près d'Angoulême, le célèbre régicide d'Henri IV.
- Jean-Louis Guez de Balzac, né et mort à Angoulême (1597-1654), le « restaurateur de la langue française » est surtout connu pour ses recueils de lettres d'une haute valeur littéraire.
- François de La Rochefoucauld, né à Paris en 1613, issu de l'illustre famille des La Rochefoucauld dont le château de famille se situe à l'est d'Angoulême, gouverneur du Poitou, il reste surtout célèbre pour son recueil de « Maximes » dont il rédigea une grande partie au château de Verteuil au nord de l'Angoumois sur la Charente, alors qu'il était exilé sur ses terres par le roi.
- Françoise d'Aubigné, petite-fille d'Agrippa d'Aubigné, née à Niort en 1635, elle fut chargée de l'éducation des enfants de Louis XIV et Madame de Montespan. Elle supplanta bientôt celle-ci auprès du roi, qui fit d'elle la marquise de Maintenon.
- Alfred de Vigny (1797-1863), ancien « mousquetaire rouge » à l'aspect souffreteux, météore littéraire lancé par Victor Hugo, le poète passa de longues années « dans sa tour d'ivoire », sur ses terres du Maine-Giraud, près d'Angoulême.
- Honoré de Balzac (1799-1850), qui séjourna à la Poudrerie d'Angoulême en 1831, 1832, et 1833, chez son amie Zulma Carraud a fait d'Angoulême une ville balzacienne par excellence. Dans Illusions perdues, il détaille avec minutie la partie haute (Le Plateau), la partie basse de la ville (L'Houmeau).
- Édith Cresson, première femme Premier ministre du Gouvernement de la République française (de mai 1991 à avril 1992), nommée quatre fois ministre, Commissaire européen à la recherche, aux sciences et technologies, et maire de Châtellerault.
- Eugène Fromentin, né et mort à La Rochelle (1820-1876), fut un peintre et écrivain orientaliste fécond.
- Pierre Philippe Denfert-Rochereau, né à Saint-Maixent-l'École en 1823, fut un militaire ayant dirigé la résistance de Belfort pendant la guerre franco-prussienne de 1870.
- Émile Combes, né en 1835, cet homme politique anticlérical, un des responsables de la loi de séparation des Églises et de l'État de 1905, est mort à Pons en 1921.
- Émile Zola, né en 1840, l'auteur de Nana passe souvent ses vacances à Royan, chez son éditeur. Il y tombe amoureux d'une jeune lingère, Jeanne, avec qui (bien que déjà marié) il aura deux enfants.
- Pierre Loti, né à Rochefort en 1850 et enterré à l'île d'Oléron, Julien Viaud (de son vrai nom) est aussi célèbre pour ses romans exotiques que pour ses excentricités. Il a passé sa vie à fuir sa Charente-Maritime natale pour mieux y retourner. Sa maison à Rochefort est devenue un musée.
- Le docteur Émile Roux, né en 1853 à Confolens, fut un des plus proches collaborateurs de Louis Pasteur, avec lequel il fonda l'Institut Pasteur ; on lui doit la découverte du sérum sérum antidiphtérique. Ses travaux furent récompensés par la prestigieuse médaille Copley en 1917.
- Jean Monnet, le « père de l'Europe » est né à Cognac en 1888.
- François Mitterrand, président de la République française de 1981 à 1995, est né en 1916 à Jarnac, où il est enterré.
- René Monory, homme politique français, né en 1923 et mort en 2009 à Loudun, ville dont il fut maire pendant 40 ans (1959-1999). Il est l'un des fondateurs du Futuroscope de Poitiers. Il fut, entre autres, président du Sénat (1992-1998), trois fois Ministre et président du conseil régional.
- Jean Bernard, professeur en médecine, membre de l'académie française, décédé en 2006, enterré à Aizecq en Charente où il avait sa maison de famille.
- Jean-Pierre Raffarin, né en 1948 à Poitiers, il fut premier ministre de 2002 à 2005 et président du conseil régional.
- Paul Ramadier, né en 1888 à La Rochelle, il fut notamment ministre à plusieurs reprises sous la IIIe République, ministre du ravitaillement au sein gouvernement provisoire, et Président du Conseil des ministres sous la IVe République.
- Ségolène Royal, née en 1953 à Dakar : présidente du Conseil régional, femme politique de poids au Parti socialiste dont elle fut la candidate à l'élection présidentielle de 2007, où elle a obtenu au second tour 47 % des voix.
- Brian Joubert, né en 1984 à Poitiers : patineur artistique.
- Renaud Lavillenie, né en 1986 à Barbezieux-Saint-Hilaire : perchiste, recordman du monde du saut à la perche depuis le 15 février 2014 avec une barre à 6,16 m (dernier record du monde datant de 1993 par Sergueï Bubka).
- Laurent Cantet, cinéaste né à Melle le 15 juin 1961. Palme d'or à Cannes en 2008 pour « Entre les murs » (à l'unanimité des membres du jury).
- Daniel Bernard, né à La Rochelle en 1948, auteur de 4 romans sur l'île de Ré dont Comment c'était avant l'île de Ré (2010), Les Magayantes (2008), Une île bien plus loin que le vent (2005), et Le Saunier de Saint-Clément (2002) (éditions l'Harmattan).
- William Bouguereau, né et mort à La Rochelle, peintre académique de la fin du XIXe siècle, membre de l'Académie des Beaux-Arts.

## Langues
Il y avait trois parlers traditionnels en Poitou-Charentes :
- Le poitevin, dans l'ancienne province du Poitou et une partie de l'Aunis (île de Ré)
- Le saintongeais qui se parle dans les anciennes provinces de l'Aunis, de la Saintonge et de l'Angoumois. Poitevin et saintongeais sont considérés par la délégation générale à la langue française et aux langues de France comme deux variétés du poitevin-saintongeais[32].
- L’occitan ou langue d'oc, sous ses formes régionales, le limousin et le marchois, qui est parlé dans le tiers oriental du département de la Charente, dite Charente occitane, dont fait partie la Charente limousine, ainsi que dans quelques communes du sud-est de la Vienne. La ville d'Angoulême et une grande partie de l'Angoumois se trouvent du côté saintongeais ; la partie orientale de l'Angoumois est occitane.